# I liga argentyńska w piłce nożnej (1975)
W sezonie 1975 rozegrano dwa turnieje mistrzowskie – stołeczny Campeonato Metropolitano i ogólnokrajowy Campeonato Nacional.
Mistrzem Argentyny Metropolitano w sezonie 1975 został River Plate, a wicemistrzem Argentyny Metropolitano został klub CA Huracán.
Mistrzem Argentyny Nacional w sezonie 1975 został klub River Plate, natomiast wicemistrzem Argentyny Nacional – Estudiantes La Plata.
Do Copa Libertadores 1976 zakwalifikowały się dwa kluby:
- River Plate (mistrz Campeonato Metropolitano i mistrz Campeonato Nacional)
- Estudiantes La Plata (wicemistrz Campeonato Nacional – po pokonaniu wicemistrza Campeonato Metropolitano CA Huracán).

## Campeonato Metropolitano 1975
Mistrzem Argentyny Metropolitano w sezonie 1975 został klub River Plate, natomiast wicemistrzem Argentyny Metropolitano – CA Huracán. Do drugiej ligi nie spadł żaden z klubów, a z drugiej ligi do pierwszej awansowały dwa kluby – San Telmo Buenos Aires i CA Argentino de Quilmes. W ten sposób pierwsza liga została zwiększona z 20 do 22 klubów.

### Kolejka 1
| Data           | Mecz |
| -------------- | --- |
| 16 lutego 1975 | River Plate – Estudiantes La Plata 0:0                                                                                      |
| 16 lutego 1975 | CA All Boys – San Lorenzo de Almagro 2:2 Domingo Zilli, Epifanio Medina (k) - Héctor Scotta (2)                             |
| 16 lutego 1975 | CA Banfield – Racing Club de Avellaneda 4:4 Juan A. Taverna (3, 2k), Norberto D’Angelo s - Néstor Scotta (3), Hugo Gottardi |
| 16 lutego 1975 | Gimnasia y Esgrima La Plata – Boca Juniors 2:0 Edgardo Di Meola, Ramón Ponce                                                |
| 16 lutego 1975 | Chacarita Juniors – CA Colón 2:1 Omar A. Galván, Ramón T. Adorno - Daniel Olivares                                          |
| 16 lutego 1975 | Rosario Central – CA Vélez Sarsfield 1:0 Hugo Zavagno                                                                       |
| 16 lutego 1975 | Ferro Carril Oeste – Newell’s Old Boys 0:2 Juan D. Rocchia s, Arsenio Ribecca                                               |
| 16 lutego 1975 | Unión Santa Fe – Atlanta Buenos Aires 2:1 Ernesto Mastrángelo, Victorio Cocco - Claudio Casares                             |
| 16 lutego 1975 | CA Huracán – Argentinos Juniors 2:2 Omar Larrosa (2) - Rafael D. Moreno (2)                                                 |
| 20 lutego 1975 | Independiente – CA Temperley 4:1 Ricardo Pavoni (k), Carlos Panizo s, Percy Rojas, Ricardo Bertoni - Rubén Di Bastiano (k)  |

### Kolejka 2
| Data           | Mecz |
| -------------- | --- |
| 21 lutego 1975 | Chacarita Juniors – Unión Santa Fe 1:2 Pedro Chazarreta - Victorio Cocco, Eduardo Marasco                                                        |
| 23 lutego 1975 | CA Vélez Sarsfield – River Plate 1:2 Osvaldo Cerqueiro - Norberto Alonso (2)                                                                     |
| 23 lutego 1975 | San Lorenzo de Almagro – Independiente 1:1 Héctor Pitarch - Agustín Balbuena                                                                     |
| 23 lutego 1975 | Boca Juniors – Ferro Carril Oeste 2:4 Luis A. Gerez, Jorge J. Benítez - Juan D. Rocchia (2, 1k), Gerónimo Saccardi, Osvaldo O. Gutiérrez         |
| 23 lutego 1975 | Racing Club de Avellaneda – CA Huracán 2:2 Alberto Cardaccio, Carlos Squeo - Roberto Gramajo, René Houseman                                      |
| 23 lutego 1975 | Newell’s Old Boys – Atlanta Buenos Aires 3:2 Armando Capurro, Alfredo Obberti (k), Andrés Rebbotaro - Héctor Candau (k), Jorge Ribolzi           |
| 23 lutego 1975 | Estudiantes La Plata – CA Banfield 3:0 Rubén Galletti (k), Juan R. Verón, Rubén Pagnanini                                                        |
| 23 lutego 1975 | CA Temperley – Gimnasia y Esgrima La Plata 1:2 Juan C. Merlo - Hugo Echauri, Juan M. Tutino mecz rozegrany został na stadionie klubu CA Banfield |
| 23 lutego 1975 | Argentinos Juniors – CA All Boys 2:0 Rafael D. Moreno (2)                                                                                        |
| 23 lutego 1975 | CA Colón – Rosario Central 1:1 Ernesto J. Álvarez - Carlos Aimar                                                                                 |

### Kolejka 3
| Data           | Mecz |
| -------------- | --- |
| 26 lutego 1975 | Independiente – Argentinos Juniors 3:2 Percy Rojas (2), Agustín Balbuena - Horacio Cordero (2, 1k)                                                      |
| 26 lutego 1975 | Gimnasia y Esgrima La Plata – San Lorenzo de Almagro 2:2 Carlos Della Savia (k), Raúl Giustozzi - Héctor Scotta (2, 1k)                                 |
| 26 lutego 1975 | CA Banfield – CA Vélez Sarsfield 3:2 Juan A. Taverna (2, 1k), Luis A. Roselli - Osvaldo Cerqueiro, Manuel Magán                                         |
| 26 lutego 1975 | CA Huracán – Estudiantes La Plata 3:4 Miguel Brindisi, Carlos A. Leone (k), Jorge Paolino - Antonio García Ameijenda (2), Juan R. Verón, Rubén Galletti |
| 26 lutego 1975 | Unión Santa Fe – Newell’s Old Boys 4:2 Ernesto Mastrángelo (2), Roberto M. Espósito, Eduardo Marasco - Alfredo Obberti (2)                              |
| 26 lutego 1975 | Atlanta Buenos Aires – Boca Juniors 0:2 Enzo Ferrero, Marcelo Trobbiani                                                                                 |
| 26 lutego 1975 | CA All Boys – Racing Club de Avellaneda 2:1 Valentín Sánchez (2) - Alberto M. Jorge                                                                     |
| 26 lutego 1975 | Ferro Carril Oeste – CA Temperley 2:0 Carlos A. Vidal (2)                                                                                               |
| 27 lutego 1975 | River Plate – CA Colón 4:3 Norberto Alonso, Carlos Morete (2), Roberto Perfumo - César Brítez, Daniel Olivares, Ernesto J. Álvarez                      |
| 11 marca 1975  | Rosario Central – Chacarita Juniors 1:1 Víctor Mancinelli - Horacio Bianchini                                                                           |

### Kolejka 4
| Data         | Mecz |
| ------------ | --- |
| 2 marca 1975 | Chacarita Juniors – River Plate 0:3 Carlos Morete, Pedro A. González, Norberto Alonso (k)                                                                |
| 2 marca 1975 | Racing Club de Avellaneda – Independiente 1:5 Néstor Scotta (k) - Ricardo Ruiz Moreno, Agustín Balbuena (2), Ricardo Pavoni (k), Luis A. Giribet         |
| 2 marca 1975 | San Lorenzo de Almagro – Ferro Carril Oeste 0:1 César Lorea                                                                                              |
| 2 marca 1975 | Boca Juniors – Newell’s Old Boys 2:1 Darío Felman, Carlos M. García Cambón - Alfredo Obberti                                                             |
| 2 marca 1975 | Argentinos Juniors – Gimnasia y Esgrima La Plata 0:1 Edgardo Di Meola                                                                                    |
| 2 marca 1975 | Rosario Central – Unión Santa Fe 0:1 Ernesto Mastrángelo                                                                                                 |
| 2 marca 1975 | CA Temperley – Atlanta Buenos Aires 2:1 Rubén Di Bastiano (k), Horacio Corbalán - Jorge Ribolzi (k) mecz rozegrany został na stadionie klubu CA Banfield |
| 2 marca 1975 | CA Colón – CA Banfield 0:0 |
| 2 marca 1975 | CA Vélez Sarsfield – CA Huracán 1:1 Hugo Valenzuela - Omar Larrosa                                                                                       |
| 2 marca 1975 | Estudiantes La Plata – CA All Boys 2:1 Hugo Cabezas, Juan R. Verón - Walter Durso                                                                        |

### Kolejka 5
| Data         | Mecz |
| ------------ | --- |
| 5 marca 1975 | River Plate – Rosario Central 2:1 Oscar Más, Eduardo García s - Oscar Rubiola                                                                                                |
| 5 marca 1975 | Independiente – Estudiantes La Plata 2:0 Ricardo Bertoni (2) |
| 5 marca 1975 | Unión Santa Fe – Boca Juniors 2:1 Roberto M. Espósito (k), Ernesto Mastrángelo - Alfredo Letanú                                                                              |
| 5 marca 1975 | Gimnasia y Esgrima La Plata – Racing Club de Avellaneda 4:4 Carlos Della Savia (k), Antonio Rosl, Norberto D’Angelo s, Alfredo Franco - Alberto Cardaccio, Néstor Scotta (3) |
| 5 marca 1975 | Atlanta Buenos Aires – San Lorenzo de Almagro 2:2 Mario Finarolli, Francisco Azzolini - Héctor Scotta (2, 1k)                                                                |
| 5 marca 1975 | CA Huracán – CA Colón 1:0 Carlos A. Leone (k) |
| 5 marca 1975 | CA Banfield – Chacarita Juniors 1:1 Juan A. Taverna - Horacio Bianchini |
| 5 marca 1975 | CA All Boys – CA Vélez Sarsfield 0:0 |
| 5 marca 1975 | Ferro Carril Oeste – Argentinos Juniors 1:1 Gerónimo Saccardi - Horacio Cordero (k)                                                                                          |
| 5 marca 1975 | Newell’s Old Boys – CA Temperley 0:0 |

### Kolejka 6
| Data         | Mecz |
| ------------ | --- |
| 8 marca 1975 | CA Vélez Sarsfield – Independiente 1:2 Julio Asad - Percy Rojas, Alejandro Semenewicz |
| 9 marca 1975 | River Plate – Unión Santa Fe 4:2 Jorge Ghiso, Carlos Morete (2), Pedro A. González - Leopoldo Luque, Victorio Cocco                                                                        |
| 9 marca 1975 | San Lorenzo de Almagro – Newell’s Old Boys 1:2 Rubén Glaría - Jorge Valdano, Miguel A. Giachello                                                                                           |
| 9 marca 1975 | CA Temperley – Boca Juniors 3:3 Rubén Di Bastiano (2, 1k), Pedro Patti - Jorge J. Benítez, Marcelo Trobbiani (k), Miguel A. Nicolau mecz rozegrany został na stadionie klubu Independiente |
| 9 marca 1975 | Racing Club de Avellaneda – Ferro Carril Oeste 3:3 Roberto O. Díaz (2), Hugo Gottardi - Horacio Ibáñez, Juan D. Rocchia (k), Gerónimo Saccardi                                             |
| 9 marca 1975 | Chacarita Juniors – CA Huracán 1:1 Pedro Chazarreta - Omar Larrosa |
| 9 marca 1975 | Estudiantes La Plata – Gimnasia y Esgrima La Plata 3:3 Miguel Benito (2), Juan R. Verón - Hugo Echauri, Carlos Della Savia (2)                                                             |
| 9 marca 1975 | Argentinos Juniors – Atlanta Buenos Aires 3:0 Rafael D. Moreno, Daniel Aricó, Horacio Cordero                                                                                              |
| 9 marca 1975 | CA Colón – CA All Boys 4:2 Carlos A. López, Daniel Olivares, César Brítez, José L. Saldaño - Epifanio Medina (k), Valentín Sánchez                                                         |
| 9 marca 1975 | Rosario Central – CA Banfield 5:0 Rubén Rodríguez, Mario Kempes (4, 4k) |

### Kolejka 7
| Data          | Mecz |
| ------------- | --- |
| 15 marca 1975 | Independiente – CA Colón 0:1 José L. Saldaño |
| 16 marca 1975 | CA Banfield – River Plate 1:2 Juan A. Taverna - Carlos Morete, Norberto Alonso (k) mecz rozegrany został na stadionie klubu Racing Club de Avellaneda |
| 16 marca 1975 | Boca Juniors – San Lorenzo de Almagro 2:1 Marcelo Trobbiani (k), Carlos M. García Cambón - Héctor Scotta                                              |
| 16 marca 1975 | Atlanta Buenos Aires – Racing Club de Avellaneda 1:3 Aníbal Cibeyra - Roberto O. Díaz (2), Alberto Cardaccio                                          |
| 16 marca 1975 | Ferro Carril Oeste – Estudiantes La Plata 5:0 Osvaldo O. Gutiérrez, Carlos A. Vidal, Héctor Arregui, Juan D. Rocchia (2)                              |
| 16 marca 1975 | Gimnasia y Esgrima La Plata – CA Vélez Sarsfield 3:3 Carlos Della Savia (k), Hugo Pedraza, Antonio Rosl - Marcelino Britapaja (2), Oscar Fornari      |
| 16 marca 1975 | Newell’s Old Boys – Argentinos Juniors 4:0 Miguel A. Giachello, Carlos Picerni, Andrés Rebbotaro, Alfredo Obberti (k)                                 |
| 16 marca 1975 | CA All Boys – Chacarita Juniors 3:3 José Carlos Andrade “Zezinho” (2), Osvaldo A. Pérez - Horacio Bianchini (2, 1k), Juan A. Troilo                   |
| 16 marca 1975 | CA Huracán – Rosario Central 3:1 Osvaldo O. Pérez (2), René Houseman - Roberto C. Cabral                                                              |
| 16 marca 1975 | Unión Santa Fe – CA Temperley 3:2 Leopoldo Luque, Victorio Cocco, Roberto M. Espósito - Horacio Corbalán, Rubén Di Bastiano (k)                       |

### Kolejka 8
| Data          | Mecz |
| ------------- | --- |
| 19 marca 1975 | River Plate – CA Huracán 1:0 Norberto Alonso (k) |
| 19 marca 1975 | Argentinos Juniors – Boca Juniors 1:4 Horacio Cordero (k) - Osvaldo Potente (2), Enzo Ferrero, Jorge J. Benítez mecz rozegrany został na stadionie klubu CA Vélez Sarsfield |
| 19 marca 1975 | Racing Club de Avellaneda – Newell’s Old Boys 1:0 Hugo Gottardi |
| 19 marca 1975 | San Lorenzo de Almagro – CA Temperley 2:0 Enrique Chazarreta, Héctor Scotta                                                                                                 |
| 19 marca 1975 | Estudiantes La Plata – Atlanta Buenos Aires 2:0 Antonio García Ameijenda, Rubén Galletti                                                                                    |
| 19 marca 1975 | CA Banfield – Unión Santa Fe 2:3 Juan A. Taverna, Hugo Mateos - Ernesto Mastrángelo (2), Leopoldo Luque                                                                     |
| 19 marca 1975 | Rosario Central – CA All Boys 2:2 Mario Kempes (2, 1k) - Héctor Dragonetti, Domingo Zilli                                                                                   |
| 19 marca 1975 | CA Colón – Gimnasia y Esgrima La Plata 1:1 Ernesto J. Álvarez - Juan M. Tutino                                                                                              |
| 19 marca 1975 | CA Vélez Sarsfield – Ferro Carril Oeste 0:1 Juan D. Rocchia (k) |
| 21 marca 1975 | Chacarita Juniors – Independiente 1:0 Salvador Pasini |

### Kolejka 9
| Data          | Mecz |
| ------------- | --- |
| 23 marca 1975 | CA All Boys – River Plate 0:1 Pedro A. González mecz rozegrany został na stadionie klubu CA Vélez Sarsfield                                  |
| 23 marca 1975 | Independiente – Rosario Central 1:0 Ricardo Bertoni                                                                                          |
| 23 marca 1975 | Unión Santa Fe – San Lorenzo de Almagro 2:1 Oscar V. Trossero, Leopoldo Luque - Héctor Scotta                                                |
| 23 marca 1975 | Boca Juniors – Racing Club de Avellaneda 1:2 Darío Felman - Hugo Gottardi, Néstor Scotta (k)                                                 |
| 23 marca 1975 | CA Huracán – CA Banfield 2:1 Omar Larrosa, Francisco Russo - José B. Romero                                                                  |
| 23 marca 1975 | Gimnasia y Esgrima La Plata – Chacarita Juniors 2:3 Miguel A. Torres, Rubén Peracca - Salvador Pasini, Horacio Bianchini, Eduardo E. Delgado |
| 23 marca 1975 | Ferro Carril Oeste – CA Colón 1:1 Héctor Arregui - Ernesto J. Álvarez (k)                                                                    |
| 23 marca 1975 | Atlanta Buenos Aires – CA Vélez Sarsfield 3:0 Mario Finarolli, Héctor Candau, Alejandro Onnis                                                |
| 23 marca 1975 | Newell’s Old Boys – Estudiantes La Plata 0:0                                                                                                 |
| 23 marca 1975 | CA Temperley – Argentinos Juniors 0:1 Rafael D. Moreno mecz rozegrany został na stadionie klubu CA Banfield                                  |

### Kolejka 10
| Data          | Mecz |
| ------------- | --- |
| 27 marca 1975 | River Plate – Independiente 1:0 Carlos Morete                                                                                           |
| 27 marca 1975 | Estudiantes La Plata – Boca Juniors 1:0 Horacio Salinas                                                                                 |
| 27 marca 1975 | Argentinos Juniors – San Lorenzo de Almagro 3:2 Daniel Aricó, Carlos Fren, Carlos S. Rodríguez - Héctor Scotta (2, 1k)                  |
| 27 marca 1975 | Racing Club de Avellaneda – CA Temperley 1:1 Hugo Gottardi - Juan C. Merlo                                                              |
| 27 marca 1975 | CA Huracán – Unión Santa Fe 3:1 René Houseman, Omar Larrosa, Miguel Brindisi (k) - Roberto M. Espósito                                  |
| 27 marca 1975 | CA Banfield – CA All Boys 2:2 Alberto J. Benítez (k), Horacio Insaurralde s - Horacio Bongiovanni, Ángel Mamberto                       |
| 27 marca 1975 | Rosario Central – Gimnasia y Esgrima La Plata 2:1 Daniel Killer, Roberto C. Cabral - Carlos Della Savia (k)                             |
| 27 marca 1975 | CA Colón – Atlanta Buenos Aires 3:2 José L. Saldaño, Carlos A. López, Ernesto J. Álvarez (k) - Alejandro Onnis (2, 1k)                  |
| 27 marca 1975 | CA Vélez Sarsfield – Newell’s Old Boys 3:2 Armando Quinteros, Marcelino Britapaja, Julio Asad (k) - Alfredo Obberti, Arsenio Ribecca    |
| 27 marca 1975 | Chacarita Juniors – Ferro Carril Oeste 1:4 Eduardo E. Delgado - Eduardo Cicarello, César Lorea, Gerónimo Saccardi, Osvaldo O. Gutiérrez |

### Kolejka 11
| Data          | Mecz |
| ------------- | --- |
| 30 marca 1975 | Gimnasia y Esgrima La Plata – River Plate 1:1 Miguel A. Torres - Pedro A. González                                                         |
| 30 marca 1975 | Independiente – CA Banfield 1:1 Percy Rojas - Luis A. Roselli                                                                              |
| 30 marca 1975 | Boca Juniors – CA Vélez Sarsfield 5:1 Enzo Ferrero, Marcelo Trobbiani (k), Héctor Bailetti, Miguel A. Nicolau, Vicente Pernía - Julio Asad |
| 30 marca 1975 | San Lorenzo de Almagro – Racing Club de Avellaneda 1:1 Alberto Beltrán - Hugo Gottardi                                                     |
| 30 marca 1975 | Unión Santa Fe – Argentinos Juniors 1:0 Roberto M. Espósito (k)                                                                            |
| 30 marca 1975 | CA Temperley – Estudiantes La Plata 0:0 |
| 30 marca 1975 | Newell’s Old Boys – CA Colón 0:1 Carlos A. López                                                                                           |
| 30 marca 1975 | Atlanta Buenos Aires – Chacarita Juniors 1:0 Jorge Ribolzi                                                                                 |
| 30 marca 1975 | Ferro Carril Oeste – Rosario Central 1:0 Gerónimo Saccardi                                                                                 |
| 30 marca 1975 | CA All Boys – CA Huracán 4:2 Ángel Mamberto (2), Epifanio Medina, Daniel Krabler - Miguel A. Candedo, Miguel Brindisi                      |

### Kolejka 12
| Data            | Mecz |
| --------------- | --- |
| 2 kwietnia 1975 | River Plate – Ferro Carril Oeste 3:1 Carlos Morete, Norberto Alonso (2) - Carlos A. Vidal                                          |
| 2 kwietnia 1975 | CA Huracán – Independiente 0:1 Percy Rojas                                                                                         |
| 2 kwietnia 1975 | Estudiantes La Plata – San Lorenzo de Almagro 2:2 Rubén Galletti, Miguel A. Reguera - Héctor Scotta, Enrique Chazarreta            |
| 2 kwietnia 1975 | Racing Club de Avellaneda – Argentinos Juniors 3:2 Hugo Gottardi (2), Alberto Cardaccio - Norberto D’Angelo s, Carlos S. Rodríguez |
| 2 kwietnia 1975 | CA Colón – Boca Juniors 1:0 Ernesto J. Álvarez                                                                                     |
| 2 kwietnia 1975 | CA Banfield – Gimnasia y Esgrima La Plata 1:1 José B. Romero - Juan M. Tutino                                                      |
| 2 kwietnia 1975 | Rosario Central – Atlanta Buenos Aires 2:2 Carlos A. Vidal, Roberto Carril - Héctor Candau, Jorge Ribolzi                          |
| 2 kwietnia 1975 | Chacarita Juniors – Newell’s Old Boys 3:0 Juan A. Troilo, Horacio Bianchini (2, 2k)                                                |
| 2 kwietnia 1975 | CA Vélez Sarsfield – CA Temperley 3:2 Hugo Valenzuela (2), Julio Asad - Juan C. Merlo (2)                                          |
| 2 kwietnia 1975 | CA All Boys – Unión Santa Fe 3:2 Nicolás Valdivia, Epifanio Medina, Ángel Mamberto - Hilario Bravi, Víctor Bottaniz                |

### Kolejka 13
| Data            | Mecz |
| --------------- | --- |
| 4 kwietnia 1975 | Gimnasia y Esgrima La Plata – CA Huracán 1:1 Rubén Peracca - Omar Larrosa                                                                                 |
| 6 kwietnia 1975 | Atlanta Buenos Aires – River Plate 2:3 Alejandro Onnis (2) - Oscar Más, Daniel Passarella (2) mecz rozegrany został na stadionie klubu CA Vélez Sarsfield |
| 6 kwietnia 1975 | Independiente – CA All Boys 0:0 |
| 6 kwietnia 1975 | Boca Juniors – Chacarita Juniors 4:0 Héctor Bailetti (2), Darío Felman, Marcelo Trobbiani                                                                 |
| 6 kwietnia 1975 | Unión Santa Fe – Racing Club de Avellaneda 7:1 Oscar V. Troserro (2), Víctor Marchetti (3), Miguel A. Tojo, Víctor Bottaniz - Carlos A. Álvarez           |
| 6 kwietnia 1975 | San Lorenzo de Almagro – CA Vélez Sarsfield 1:2 Héctor Scotta - Hugo Valenzuela, Julio Asad (k)                                                           |
| 6 kwietnia 1975 | Ferro Carril Oeste – CA Banfield 3:2 Eduardo Cicarello (2), Osvaldo O. Gutiérrez - Oscar Moris, Alberto J. Benítez                                        |
| 6 kwietnia 1975 | Newell’s Old Boys – Rosario Central 1:1 Jorge Valdano - Roberto Carril                                                                                    |
| 6 kwietnia 1975 | Argentinos Juniors – Estudiantes La Plata 2:1 Rafael D. Moreno, Juan J. Irigoyen - Rubén Galletti                                                         |
| 6 kwietnia 1975 | CA Temperley – CA Colón 0:0 |

### Kolejka 14
| Data             | Mecz |
| ---------------- | --- |
| 11 kwietnia 1975 | Estudiantes La Plata – Racing Club de Avellaneda 6:1 Miguel A. Reguera, Antonio García Ameijenda, Rubén Galletti (2), Carlos Squeo s, Miguel Benito - Hugo Gottardi |
| 13 kwietnia 1975 | River Plate – Newell’s Old Boys 1:4 Juan J. López - Mario Zanabria, Jorge Valdano, Daniel A. Sperandío, Jorge Salas                                                 |
| 13 kwietnia 1975 | CA Colón – San Lorenzo de Almagro 2:1 José L. Saldaño, Osvaldo Mazo - Sergio Villar                                                                                 |
| 13 kwietnia 1975 | CA Banfield – Atlanta Buenos Aires 1:2 Alberto J. Benítez - Mario Finarolli (2)                                                                                     |
| 13 kwietnia 1975 | CA Huracán – Ferro Carril Oeste 3:2 Jorge A. Sanabria, Miguel Brindisi, Carlos A. Leone - Gerónimo Saccardi, Juan D. Rocchia (k)                                    |
| 13 kwietnia 1975 | CA All Boys – Gimnasia y Esgrima La Plata 0:2 Juan M. Tutino, Rubén Peracca                                                                                         |
| 13 kwietnia 1975 | Chacarita Juniors – CA Temperley 1:1 Pedro Chazarreta - Benito Valencia                                                                                             |
| 13 kwietnia 1975 | CA Vélez Sarsfield – Argentinos Juniors 3:1 Marcelino Britapaja, Armando Quinteros, Julio Asad (k) - Rafael D. Moreno                                               |
| 13 kwietnia 1975 | Independiente – Unión Santa Fe 1:1 Luis A. Giribet - Eduardo Marasco                                                                                                |
| 13 kwietnia 1975 | Rosario Central – Boca Juniors 1:0 Hugo Zavagno |

### Kolejka 15
| Data             | Mecz |
| ---------------- | --- |
| 16 kwietnia 1975 | Boca Juniors – River Plate 1:2 Marcelo Trobbiani (k) - Carlos Morete, Norberto Alonso                                |
| 16 kwietnia 1975 | Newell’s Old Boys – CA Banfield 1:0 Jorge Salas                                                                      |
| 16 kwietnia 1975 | CA Temperley – Rosario Central 0:1 Ramón Bóveda                                                                      |
| 16 kwietnia 1975 | Unión Santa Fe – Estudiantes La Plata 1:0 Víctor Marchetti                                                           |
| 16 kwietnia 1975 | San Lorenzo de Almagro – Chacarita Juniors 4:2 Héctor Scotta (4) - Eduardo E. Delgado, Salvador Pasini               |
| 16 kwietnia 1975 | Atlanta Buenos Aires – CA Huracán 0:1 Miguel Brindisi                                                                |
| 16 kwietnia 1975 | Ferro Carril Oeste – CA All Boys 1:1 Gerónimo Saccardi - Nicolás Valdivia                                            |
| 16 kwietnia 1975 | Gimnasia y Esgrima La Plata – Independiente 3:2 Carlos Della Savia (2, 1k), Juan M. Tutino - Ricardo Ruiz Moreno (2) |
| 16 kwietnia 1975 | Argentinos Juniors – CA Colón 2:2 Juan J. Irigoyen (2) - César Brítez, Ernesto J. Álvarez (k)                        |
| 16 kwietnia 1975 | Racing Club de Avellaneda – CA Vélez Sarsfield 0:1 Julio Asad                                                        |

### Kolejka 16
| Data             | Mecz |
| ---------------- | --- |
| 18 kwietnia 1975 | CA Huracán – Newell’s Old Boys 3:1 René Houseman (2), Carlos A. Leone (k) - Mario Zanabria                                                              |
| 20 kwietnia 1975 | River Plate – CA Temperley 6:1 Juan J. López, Pedro A. González, Carlos Morete, Norberto Alonso (k), Pedro Bareiro, Alejandro Sabella - Benito Valencia |
| 20 kwietnia 1975 | Rosario Central – San Lorenzo de Almagro 5:2 Mario Kempes (3), Ramón Bóveda, Víctor Mancinelli - Oscar Ortiz, Claudio Prémici                           |
| 20 kwietnia 1975 | CA Colón – Racing Club de Avellaneda 2:2 Ernesto J. Álvarez, José L. Saldaño - Hugo Gottardi, Alberto Cardaccio                                         |
| 20 kwietnia 1975 | Independiente – Ferro Carril Oeste 2:2 Ricardo Ruiz Moreno (2) - Juan D. Rocchia (2, 1k)                                                                |
| 20 kwietnia 1975 | Gimnasia y Esgrima La Plata – Unión Santa Fe 2:0 Carlos Della Savia (k), Hugo Echauri                                                                   |
| 20 kwietnia 1975 | CA Vélez Sarsfield – Estudiantes La Plata 0:1 Miguel A. Reguera                                                                                         |
| 20 kwietnia 1975 | CA All Boys – Atlanta Buenos Aires 3:1 Walter Durso, Epifanio Medina (2, 1k) - Jorge Ribolzi                                                            |
| 20 kwietnia 1975 | Chacarita Juniors – Argentinos Juniors 2:1 José Vega, Pedro Chazarreta - Danie Aricó                                                                    |
| 20 kwietnia 1975 | CA Banfield – Boca Juniors 1:0 Alberto J. Benítez mecz rozegrany został na stadionie klubu CA Huracán                                                   |

### Kolejka 17
| Data             | Mecz |
| ---------------- | --- |
| 23 kwietnia 1975 | San Lorenzo de Almagro – River Plate 1:5 Héctor Scotta - Carlos Morete (3), Norberto Alonso (2, 1k) mecz rozegrany został na stadionie klubu CA Vélez Sarsfield |
| 23 kwietnia 1975 | Estudiantes – CA Colón 2:2 José L. Brown, Miguel Benito - Carlos Pachamé s, José L. Saldaño                                                                     |
| 23 kwietnia 1975 | CA Temperley – CA Banfield 4:3 Horacio Corbalán, Rodolfo A. Juárez, Juan C. Merlo, Rubén Di Bastiano (k) - Nicolás Novello (2), Norberto Madurga                |
| 23 kwietnia 1975 | Argentinos Juniors – Rosario Central 2:4 Daniel Aricó, Rafael D. Moreno (k) - Mario Kempes (3), Mario Killer                                                    |
| 23 kwietnia 1975 | Atlanta Buenos Aires – Independiente 3:2 Mario Finarolli (3) - Aldo F. Rodríguez, Percy Rojas                                                                   |
| 23 kwietnia 1975 | Newell’s Old Boys – CA All Boys 1:0 José L. Danguise |
| 23 kwietnia 1975 | Ferro Carril Oeste – Gimnasia y Esgrima La Plata 2:0 César Lorea, Osvaldo O. Gutiérrez                                                                          |
| 23 kwietnia 1975 | Boca Juniors – CA Huracán 1:1 Carlos M. García Cambón - Omar Larrosa                                                                                            |
| 23 kwietnia 1975 | Unión Santa Fe – CA Vélez Sarsfield 1:0 Horacio Rojas |
| 23 kwietnia 1975 | Racing Club de Avellaneda – Chacarita Juniors 1:0 Rodolfo Domínguez                                                                                             |

### Kolejka 18
| Data             | Mecz |
| ---------------- | --- |
| 27 kwietnia 1975 | River Plate – Argentinos Juniors 2:0 Oscar Más, Norberto Alonso                                                                               |
| 27 kwietnia 1975 | CA Colón – CA Vélez Sarsfield 2:1 José L. Saldaño (2) - Hugo Valenzuela                                                                       |
| 27 kwietnia 1975 | Chacarita Juniors – Estudiantes La Plata 2:4 José Vega, Miguel A. Reguera s - Rubén Galletti (2), Miguel Benito, Héctor Milano                |
| 27 kwietnia 1975 | Ferro Carril Oeste – Unión Santa Fe 4:2 Juan D. Rocchia, Carlos A. Vidal (2), César Lorea - Roberto M. Espósito, Ernesto Mastrángelo          |
| 27 kwietnia 1975 | Independiente – Newell’s Old Boys 1:1 Ricardo Bochini - Miguel A. Giachello                                                                   |
| 27 kwietnia 1975 | Gimnasia y Esgrima La Plata – Atlanta Buenos Aires 1:2 Hugo Echauri - Héctor Candau, Claudio Casares                                          |
| 27 kwietnia 1975 | Rosario Central – Racing Club de Avellaneda 1:1 Hugo Zavagno - Hugo Gottardi                                                                  |
| 27 kwietnia 1975 | CA Banfield – San Lorenzo de Almagro 3:0 José M. Terzaghi, Hugo Mateos, Oscar Moris                                                           |
| 27 kwietnia 1975 | CA Huracán – CA Temperley 2:0 René Houseman, Miguel Brindisi                                                                                  |
| 27 kwietnia 1975 | CA All Boys – Boca Juniors 1:2 Francisco Lavoratto - Abel Alvez, Jorge J. Benítez mecz rozegrany został na stadionie klubu CA Vélez Sarsfield |

### Kolejka 19
| Data             | Mecz |
| ---------------- | --- |
| 30 kwietnia 1975 | Racing Club de Avellaneda – River Plate 2:3 Néstor Scotta (k), Hugo Gottardi - Norberto Alonso, Juan J. López (2, 1k) |
| 30 kwietnia 1975 | Boca Juniors – Independiente 2:0 Abel Alves (2)                                                                       |
| 30 kwietnia 1975 | Estudiantes La Plata – Rosario Central 3:1 Antonio García Ameijenda, Miguel Benito (2) - Roberto C. Cabral            |
| 30 kwietnia 1975 | Atlanta Buenos Aires – Ferro Carril Oeste 2:0 Carlos A. Carrió, Alejandro Onnis                                       |
| 30 kwietnia 1975 | Newell’s Old Boys – Gimnasia y Esgrima La Plata 2:1 Jorge Valdano, Américo Gallego - Carlos Della Savia               |
| 30 kwietnia 1975 | Argentinos Juniors – CA Banfield 3:2 Juan J. Irigoyen (2), Carlos S. Rodríguez - Luis A. Roselli, José M. Terzaghi    |
| 30 kwietnia 1975 | San Lorenzo de Almagro – CA Huracán 1:0 Héctor Scotta                                                                 |
| 30 kwietnia 1975 | Unión Santa Fe – CA Colón 0:0                                                                                         |
| 30 kwietnia 1975 | CA Temperley – CA All Boys 0:1 Epifanio Medina                                                                        |
| 30 kwietnia 1975 | CA Vélez Sarsfield – Chacarita Juniors 1:1 Juan Guillermo - Miguel A. Bordón                                          |

### Kolejka 20
| Data        | Mecz |
| ----------- | --- |
| 2 maja 1975 | Atlanta Buenos Aires – Unión Santa Fe 4:2 Alejandro Onnis (k), Jorge Ribolzi, Héctor Candau, Claudio Casares - Víctor Marchetti, Horacio Coll                 |
| 4 maja 1975 | Estudiantes La Plata – River Plate 2:1 Juan R. Verón, Franco Frassoldati - Alejandro Sabella                                                                  |
| 4 maja 1975 | CA Temperley – Independiente 1:0 Carlos Fernández |
| 4 maja 1975 | Boca Juniors – Gimnasia y Esgrima La Plata 6:2 Carlos M. García Cambón (3), Marcelo Trobbiani (2, 1k), Jorge J. Benítez - Juan M. Tutino, Miguel A. Nicolau s |
| 4 maja 1975 | Racing Club de Avellaneda – CA Banfield 3:0 Alberto M. Jorge, Alberto Cardaccio (2)                                                                           |
| 4 maja 1975 | Argentinos Juniors – CA Huracán 0:0 |
| 4 maja 1975 | San Lorenzo de Almagro – CA All Boys 1:0 Oscar Ortiz |
| 4 maja 1975 | CA Colón – Chacarita Juniors 3:1 José L. Saldaño (2), Osvaldo Mazo - Salvador Pasini                                                                          |
| 4 maja 1975 | Newell’s Old Boys – Ferro Carril Oeste 2:2 Américo Gallego, Jorge Valdano - Juan D. Rocchia (k), Roberto Claverino                                            |
| 4 maja 1975 | CA Vélez Sarsfield – Rosario Central 1:1 Horacio Santillán - Rubén Rodríguez                                                                                  |

### Kolejka 21
| Data         | Mecz |
| ------------ | --- |
| 16 maja 1975 | CA Banfield – Estudiantes La Plata 2:2 Luis A. Roselli, Alberto J. Benítez (k) - Oscar Moris s, Miguel Benito                     |
| 18 maja 1975 | Atlanta Buenos Aires – Newell’s Old Boys 3:2 Horacio Ruiz, Jorge Ribolzi (2) - Arsenio Ribecca, José L. Danguise                  |
| 18 maja 1975 | Independiente – San Lorenzo de Almagro 2:1 Ricardo Bochini (2) - Carlos A. Pinasco                                                |
| 18 maja 1975 | Ferro Carril Oeste – Boca Juniors 1:1 Carlos A. Vidal - Enzo Ferrero                                                              |
| 18 maja 1975 | CA Huracán – Racing Club de Avellaneda 3:2 Miguel Brindisi (k), Rodolfo Domínguez s, René Houseman - Hugo Gottardi, Néstor Scotta |
| 18 maja 1975 | Unión Santa Fe – Chacarita Juniors 1:0 Victorio Cocco                                                                             |
| 18 maja 1975 | Rosario Central – CA Colón 0:0 |
| 18 maja 1975 | CA All Boys – Argentinos Juniors 3:1 Walter Durso, Ángel Mamberto (2) - Rafael D. Moreno                                          |
| 18 maja 1975 | River Plate – CA Vélez Sarsfield 0:0                                                                                              |
| 18 maja 1975 | Gimnasia y Esgrima La Plata – CA Temperley 2:0 Carlos Della Savia, Oscar Peracca                                                  |

### Kolejka 22
| Data         | Mecz                                                                                                   |
| ------------ | --- |
| 20 maja 1975 | Boca Juniors – Atlanta Buenos Aires 2:0 Miguel A. Nicolau, Jorge J. Benítez                            |
| 21 maja 1975 | CA Colón – River Plate 3:3 Ernesto J. Álvarez (2), Héctor Mariano - Carlos Morete (2), Norberto Alonso |
| 21 maja 1975 | Argentinos Juniors – Independiente 2:0 Juan J. Irigoyen, Rafael D. Moreno                              |
| 21 maja 1975 | San Lorenzo de Almagro – Gimnasia y Esgrima La Plata 3:0 Rubén Glaría, Oscar Ortiz, Héctor Scotta      |
| 21 maja 1975 | Estudiantes La Plata – CA Huracán 1:2 Antonio García Ameijenda - Miguel Brindisi, Omar Larrosa         |
| 21 maja 1975 | Racing Club de Avellaneda – CA All Boys 1:1 Alberto Cardaccio - Ángel Mamberto                         |
| 21 maja 1975 | Newell’s Old Boys – Unión Santa Fe 0:0 mecz rozegrany został na stadionie klubu CA Colón               |
| 21 maja 1975 | CA Vélez Sarsfield – CA Banfield 3:1 Oscar Fornari, Julio Asad, Heriberto Correa (k) - Hugo Mateos     |
| 21 maja 1975 | CA Temperley – Ferro Carril Oeste 2:2 Rubén Di Bastiano (2, 2k) - Carlos A. Vidal, Norberto Eiras      |
| 27 maja 1975 | Chacarita Juniors – Rosario Central 1:0 Pedro Chazarreta                                               |

### Kolejka 23
| Data         | Mecz |
| ------------ | --- |
| 23 maja 1975 | CA Huracán – CA Vélez Sarsfield 1:2 Miguel Brindisi - Oscar Fornari, Rubén Astigarraga                                                         |
| 25 maja 1975 | River Plate – Chacarita Juniors 5:0 Carlos Morete (3), Pablo Zuccarini s, Oscar Más                                                            |
| 25 maja 1975 | Independiente – Racing Club de Avellaneda 4:1 Ricardo Bochini (2), Luis A. Giribet (k), Ricardo Bertoni - Jorge Buzzo (k)                      |
| 25 maja 1975 | Newell’s Old Boys – Boca Juniors 0:0 według RSSSF mecz rozegrany został na stadionie klubu CA Vélez Sarsfield                                  |
| 25 maja 1975 | Ferro Carril Oeste – San Lorenzo de Almagro 3:1 Norberto Eiras (2), César Lorea - Héctor Scotta                                                |
| 25 maja 1975 | CA All Boys – Estudiantes La Plata 2:1 Horacio Bongiovanni (2) - Hugo Cabezas                                                                  |
| 25 maja 1975 | Unión Santa Fe – Rosario Central 1:1 Ernesto Mastrángelo - Ramón Bóveda                                                                        |
| 25 maja 1975 | CA Banfield – CA Colón 4:4 Nicolás Novello (2), Ricardo Girado, Luis A. Roselli - Hugo Coscia, José L. Saldaño, Julio C. Bon, Osvaldo Mazo     |
| 25 maja 1975 | Gimnasia y Esgrima La Plata – Argentinos Juniors 2:1 Juan M. Tutino, Carlos Della Savia - Miguel A. Bustos                                     |
| 25 maja 1975 | Atlanta Buenos Aires – CA Temperley 2:4 Jorge Altamir, Alejandro Onnis (k) - Juan C. Merlo, Oscar Bello Meza, Benito Valencia, Carlos De Marta |

### Kolejka 24
| Data           | Mecz |
| -------------- | --- |
| 8 czerwca 1975 | Rosario Central – River Plate 2:2 Mario Kempes (k), Carlos Aimar - Norberto Alonso (2, 2k)                                                                             |
| 8 czerwca 1975 | Estudiantes La Plata – Independiente 3:1 Juan R. Verón (2), Hugo Cabezas - Luis A. Giribet mecz rozegrany został na stadionie klubu Atlanta Buenos Aires               |
| 8 czerwca 1975 | Chacarita Juniors – CA Banfield 1:2 Horacio Bianchini (k) - Silvio R. Sotelo, Nicolás Novello                                                                          |
| 8 czerwca 1975 | Argentinos Juniors – Ferro Carril Oeste 0:0 |
| 8 czerwca 1975 | Racing Club de Avellaneda – Gimnasia y Esgrima La Plata 4:4 Néstor Scotta, Alberto M. Jorge, Jorge Buzzo (2, 1k) - Carlos Della Savia (2), Hugo Echauri, Esteban Silva |
| 8 czerwca 1975 | Boca Juniors – Unión Santa Fe 1:0 Osvaldo Potente |
| 8 czerwca 1975 | San Lorenzo de Almagro – Atlanta Buenos Aires 2:2 Alberto Beltrán, Néstor Scotta - Alejandro Onnis, Hugo Abdala                                                        |
| 8 czerwca 1975 | CA Vélez Sarsfield – CA All Boys 1:0 Julio Asad |
| 8 czerwca 1975 | CA Temperley – Newell’s Old Boys 1:1 Benito Valencia (k) - Mario Zanabria                                                                                              |
| 8 czerwca 1975 | CA Colón – CA Huracán 1:0 Osvaldo Mazo |

### Kolejka 25
| Data           | Mecz |
| -------------- | --- |
| 4 czerwca 1975 | Unión Santa Fe – River Plate 2:0 Ernesto Mastrángelo, Leopoldo Luque mecz rozegrany został na stadionie klubu CA Vélez Sarsfield              |
| 4 czerwca 1975 | Independiente – CA Vélez Sarsfield 1:1 Jorge Troncoso s - Rubén Astigarraga                                                                   |
| 4 czerwca 1975 | Boca Juniors – CA Temperley 3:1 Darío Felman, Jorge J. Benítez, Marcelo Trobbiani (k) - Juan C. Merlo                                         |
| 4 czerwca 1975 | Ferro Carril Oeste – Racing Club de Avellaneda 0:0                                                                                            |
| 4 czerwca 1975 | Newell’s Old Boys – San Lorenzo de Almagro 1:2 Sergio Villar s - Enrique Chazarreta, Héctor Scotta według RSSSF mecz rozegrany został w Junín |
| 4 czerwca 1975 | Atlanta Buenos Aires – Argentinos Juniors 2:2 Jorge Ribolzi, Aníbal Cibeyra - Rafael D. Moreno, Miguel A. Bustos                              |
| 4 czerwca 1975 | CA Huracán – Chacarita Juniors 7:1 Roque Avallay, Miguel Brindisi (3, 1k), René Houseman (2), José R. Scalise - Horacio Bianchini             |
| 4 czerwca 1975 | CA Banfield – Rosario Central 2:0 Alberto J. Benítez (k), Silvio R. Sotelo                                                                    |
| 4 czerwca 1975 | CA All Boys – CA Colón 2:1 Epifanio Medina (2, 1k) - Osvaldo Mazo                                                                             |
| 4 czerwca 1975 | Gimnasia y Esgrima La Plata – Estudiantes La Plata 1:1 Carlos Della Savia (k) - Hugo Cabezas                                                  |

### Kolejka 26
| Data            | Mecz |
| --------------- | --- |
| 15 czerwca 1975 | River Plate – CA Banfield 0:0 |
| 15 czerwca 1975 | CA Colón – Independiente 1:0 Osvaldo Mazo |
| 15 czerwca 1975 | San Lorenzo de Almagro – Boca Juniors 2:3 Alberto Beltrán, Carlos Veglio - Héctor Bailetti, Osvaldo Potente, Miguel A. Nicolau (k) mecz rozegrany został na stadionie klubu CA Huracán |
| 15 czerwca 1975 | Estudiantes La Plata – Ferro Carril Oeste 1:0 Héctor Milano mecz rozegrany został na stadionie klubu Atlanta Buenos Aires                                                              |
| 15 czerwca 1975 | Racing Club de Avellaneda – Atlanta Buenos Aires 2:1 Hugo Gottardi, Roberto O. Díaz - Jorge Ribolzi                                                                                    |
| 15 czerwca 1975 | Rosario Central – CA Huracán 2:3 Carlos Aimar, Hugo Zavagno - Miguel Brindisi (2), René Houseman                                                                                       |
| 15 czerwca 1975 | CA Vélez Sarsfield – Gimnasia y Esgrima La Plata 4:1 Julio Asad (2), Jorge Troncoso, Heriberto Correa (k) - Carlos Della Savia                                                         |
| 15 czerwca 1975 | Argentinos Juniors – Newell’s Old Boys 2:1 Daniel Aricó, Horacio Cordero - Arsenio Ribecca                                                                                             |
| 15 czerwca 1975 | CA Temperley – Unión Santa Fe 0:1 Hilario Bravi |
| 15 czerwca 1975 | Chacarita Juniors – CA All Boys 1:0 Nelson Moraes Riveiro |

### Kolejka 27
| Data            | Mecz |
| --------------- | --- |
| 20 czerwca 1975 | Boca Juniors – Argentinos Juniors 3:2 Darío Felman, Carlos M. García Cambón, Miguel A. Nicolau (k) - Carlos S. Rodríguez (2)                                                     |
| 22 czerwca 1975 | CA Huracán – River Plate 1:1 René Houseman - Jorge Paolino s |
| 22 czerwca 1975 | Independiente – Chacarita Juniors 1:2 Miguel A. Bordón s - Omar A. Galván (2) |
| 22 czerwca 1975 | Newell’s Old Boys – Racing Club de Avellaneda 2:2 Jorge Valdano, Sergio A. Robles - Ernesto J. Álvarez, Jorge Buzzo (k) mecz rozegrany został na stadionie klubu Sarmiento Junín |
| 22 czerwca 1975 | CA Temperley – San Lorenzo de Almagro 2:2 Benito Valencia, Carlos De Marta - Carlos Veglio, Héctor Scotta                                                                        |
| 22 czerwca 1975 | Atlanta Buenos Aires – Estudiantes La Plata 3:3 Mario Finarolli (2), Jorge Ribolzi - Héctor Milano, Juan R. Verón, Hugo Cabezas                                                  |
| 22 czerwca 1975 | Unión Santa Fe – CA Banfield 2:0 Rubén Suñé, Leopoldo Luque |
| 22 czerwca 1975 | CA All Boys – Rosario Central 2:3 Epifanio Medina (k), Walter Durso - Ramón Bóveda, Jorge J. González, Roberto C. Cabral                                                         |
| 22 czerwca 1975 | Gimnasia y Esgrima La Plata – CA Colón 0:2 José L. Saldaño (2) |
| 22 czerwca 1975 | Ferro Carril Oeste – CA Vélez Sarsfield 2:2 Héctor Arregui, Carlos A. Vidal - Oscar Fornari, Julio Asad                                                                          |

### Kolejka 28
| Data            | Mecz |
| --------------- | --- |
| 29 czerwca 1975 | River Plate – CA All Boys 2:0 Alejandro Sabella, Carlos Morete |
| 29 czerwca 1975 | Rosario Central – Independiente 5:1 Rubén Rodríguez (2), Roberto Carril (2), Daniel Killer (k) - Víctor H. Arroyo                                                                  |
| 29 czerwca 1975 | Racing Club de Avellaneda – Boca Juniors 3:4 Hugo Gottardi, Alberto M. Jorge (2) - Miguel A. Nicolau (k), Darío Felman, Hugo P. Sánchez (2)                                        |
| 29 czerwca 1975 | San Lorenzo de Almagro – Unión Santa Fe 0:0 |
| 29 czerwca 1975 | CA Banfield – CA Huracán 1:2 Alberto J. Benítez (k) - Miguel Brindisi, José R. Scalise                                                                                             |
| 29 czerwca 1975 | Chacarita Juniors – Gimnasia y Esgrima La Plata 2:0 Ramón T. Adorno, Miguel A. Bordón                                                                                              |
| 29 czerwca 1975 | CA Vélez Sarsfield – Atlanta Buenos Aires 2:1 Armando Quinteros, Julio Asad - Mario Finarolli                                                                                      |
| 29 czerwca 1975 | CA Colón – Ferro Carril Oeste 3:2 Osvaldo Mazo, Hugo Coscia (2) - Héctor Arregui (2)                                                                                               |
| 29 czerwca 1975 | Estudiantes La Plata – Newell’s Old Boys 2:2 Miguel Benito, Antonio García Ameijenda - Jorge Salas, Sergio A. Robles mecz rozegrany został na stadionie klubu Atlanta Buenos Aires |
| 29 czerwca 1975 | Argentinos Juniors – CA Temperley 1:2 Dardo Urchevik - Benito Valencia (2) |

### Kolejka 29
| Data             | Mecz |
| ---------------- | --- |
| 6 lipca 1975     | Independiente – River Plate 1:1 Agustín Balbuena - Carlos Morete                                                                 |
| 6 lipca 1975     | Boca Juniors – Estudiantes La Plata 3:1 Osvaldo Potente (2), Abel Alves - Rubén Galletti                                         |
| 6 lipca 1975     | San Lorenzo de Almagro – Argentinos Juniors 2:1 Ricardo Maletti, Juan P. Gauna - Rafael D. Moreno                                |
| 6 lipca 1975     | CA Temperley – Racing Club de Avellaneda 3:1 Benito Valencia, Horacio Magalhaes (2) - Néstor Scotta                              |
| 6 lipca 1975     | Unión Santa Fe – CA Huracán 4:0 Roberto M. Espósito (k), Ernesto Mastrángelo, Víctor Marchetti, Victorio Cocco                   |
| 6 lipca 1975     | CA All Boys – CA Banfield 3:5 Horacio Insaurralde, Horacio Bongiovanni, Daniel Acevedo - Alberto J. Benítez (4), Luis A. Roselli |
| 6 lipca 1975     | Atlanta Buenos Aires – CA Colón 2:2 Mario Finarolli, Héctor Candau - José L. Saldaño (2)                                         |
| 6 lipca 1975     | Newell’s Old Boys – CA Vélez Sarsfield 1:1 Hugo Promanzio - Julio Asad mecz rozegrany został na stadionie klubu Sarmiento Junín  |
| 6 lipca 1975     | Ferro Carril Oeste – Chacarita Juniors 3:2 Horacio Ibáñez (2), Héctor Arregui (k) - Horacio Bianchini, Miguel A. Bordón          |
| 10 sierpnia 1975 | Gimnasia y Esgrima La Plata – Rosario Central 3:1 Hugo Echauri (2), Oscar B. Pérez - Mario Killer                                |

### Kolejka 30
| Data          | Mecz |
| ------------- | --- |
| 11 lipca 1975 | CA Huracán – CA All Boys 5:1 Horacio Insaurralde s, Antonino Spilinga s, Miguel Brindisi (k), René Houseman, Omar Larrosa - Walter Durso |
| 13 lipca 1975 | River Plate – Gimnasia y Esgrima La Plata 3:2 Oscar Más, Pedro Bareiro, Carlos Morete - Ramón Ponce, Hugo Pena s                         |
| 13 lipca 1975 | CA Banfield – Independiente 0:3 Percy Rojas, Agustín Balbuena, Ricardo Ruiz Moreno                                                       |
| 13 lipca 1975 | CA Vélez Sarsfield – Boca Juniors 0:0 |
| 13 lipca 1975 | Racing Club de Avellaneda – San Lorenzo de Almagro 2:2 Jorge Buzzo, Hugo Gottardi - Héctor Scotta (2)                                    |
| 13 lipca 1975 | Argentinos Juniors – Unión Santa Fe 0:3 Ernesto Mastrángelo, Leopoldo Luque, Miguel A. Tojo                                              |
| 13 lipca 1975 | Estudiantes La Plata – CA Temperley 5:1 Miguel Benito (2), Hugo Cabezas, Rubén Galletti (k), Miguel A. Reguera - Juan C. Merlo           |
| 13 lipca 1975 | CA Colón – Newell’s Old Boys 0:0 |
| 13 lipca 1975 | Chacarita Juniors – Atlanta Buenos Aires 1:1 Pedro Chazarreta - Héctor Candau                                                            |
| 13 lipca 1975 | Rosario Central – Ferro Carril Oeste 5:1 Mario Kempes (4), Ramón Bóveda - Norberto Eiras                                                 |

### Kolejka 31
| Data          | Mecz |
| ------------- | --- |
| 16 lipca 1975 | Ferro Carril Oeste – River Plate 0:2 Carlos Morete (2)                                                              |
| 16 lipca 1975 | Boca Juniors – CA Colón 2:1 Darío Felman, Marcelo Trobbiani (k) - Hugo Coscia                                       |
| 16 lipca 1975 | Gimnasia y Esgrima La Plata – CA Banfield 2:2 Hugo Gottfrit, Carlos Della Savia - Norberto Madurga, Luis A. Roselli |
| 16 lipca 1975 | Independiente – CA Huracán 1:2 Ricardo Bertoni - Jorge A. Sanabria, José R. Scalise                                 |
| 16 lipca 1975 | Argentinos Juniors – Racing Club de Avellaneda 0:0                                                                  |
| 16 lipca 1975 | Newell’s Old Boys – Chacarita Juniors 0:0 według RSSSF mecz rozegrany został w Junín                                |
| 16 lipca 1975 | San Lorenzo de Almagro – Estudiantes La Plata 1:2 Héctor Scotta - Franco Frassoldati, Hugo Cabezas                  |
| 16 lipca 1975 | CA Temperley – CA Vélez Sarsfield 2:1 Mariano Biondi, Rodolfo A. Juárez - Armando Quinteros                         |
| 16 lipca 1975 | Unión Santa Fe – CA All Boys 0:0                                                                                    |
| 16 lipca 1975 | Atlanta Buenos Aires – Rosario Central 0:1 Daniel Killer                                                            |

### Kolejka 32
| Data          | Mecz |
| ------------- | --- |
| 18 lipca 1975 | Racing Club de Avellaneda – Unión Santa Fe 2:2 Alberto M. Jorge (2, 1k) - Víctor Marchetti, Leopoldo Luque                                                                                            |
| 20 lipca 1975 | River Plate – Atlanta Buenos Aires 0:1 Mario Finarolli |
| 20 lipca 1975 | CA All Boys – Independiente 0:1 Ricardo Ruiz Moreno |
| 20 lipca 1975 | Chacarita Juniors – Boca Juniors 1:5 Claudio Marangoni - Oscar E. Gizzi s, Carlos M. García Cambón (2), Abel Alves, Darío Vasolo s mecz rozegrany został na stadionie klubu Racing Club de Avellaneda |
| 20 lipca 1975 | CA Banfield – Ferro Carril Oeste 1:1 Alberto J. Benítez - Juan D. Rocchia |
| 20 lipca 1975 | CA Huracán – Gimnasia y Esgrima La Plata 2:0 José R. Scalise (2) |
| 20 lipca 1975 | Rosario Central – Newell’s Old Boys 1:1 Aurelio J. Pascuttini - Sergio A. Robles |
| 20 lipca 1975 | Estudiantes La Plata – Argentinos Juniors 3:1 Miguel A. Reguera, Rubén Galletti (2) - Oscar May |
| 20 lipca 1975 | CA Colón – CA Temperley 3:1 Hugo Coscia, Hugo Villarruel, Jorge Imán - Carlos De Marta |
| 20 lipca 1975 | CA Vélez Sarsfield – San Lorenzo de Almagro 1:1 Julio Asad - Oscar Ortiz |

### Kolejka 33
| Data          | Mecz |
| ------------- | --- |
| 23 lipca 1975 | Newell’s Old Boys – River Plate 1:0 Jorge Salas mecz rozegrany został na stadionie klubu CA Vélez Sarsfield |
| 23 lipca 1975 | Unión Santa Fe – Independiente 1:1 Víctor Marchetti - Percy Rojas                                           |
| 23 lipca 1975 | Boca Juniors – Rosario Central 3:0 Marcelo Trobbiani (k), Enzo Ferrero, Carlos M. García Cambón             |
| 23 lipca 1975 | Racing Club de Avellaneda – Estudiantes La Plata 1:1 Roberto O. Díaz - Hugo Cabezas                         |
| 23 lipca 1975 | San Lorenzo de Almagro – CA Colón 3:1 Héctor Pitarch, Héctor Scotta, Oscar H. Benítez - Ernesto J. Álvarez  |
| 23 lipca 1975 | Ferro Carril Oeste – CA Huracán 1:2 Carlos A. Vidal - Francisco Russo, Jorge A. Sanabria (k)                |
| 23 lipca 1975 | Argentinos Juniors – CA Vélez Sarsfield 0:1 Miguel A. Puppo                                                 |
| 23 lipca 1975 | Gimnasia y Esgrima La Plata – CA All Boys 1:0 Hugo Echauri                                                  |
| 23 lipca 1975 | Atlanta Buenos Aires – CA Banfield 2:1 Humberto R. Rizzo, Alejandro Onnis - José B. Romero (k)              |
| 23 lipca 1975 | CA Temperley – Chacarita Juniors 0:1 Claudio Marangoni                                                      |

### Kolejka 34
| Data          | Mecz |
| ------------- | --- |
| 25 lipca 1975 | Estudiantes La Plata – Unión Santa Fe 1:0 Hugo Cabezas                                                                               |
| 27 lipca 1975 | River Plate – Boca Juniors 0:1 Osvaldo Potente                                                                                       |
| 27 lipca 1975 | Independiente – Gimnasia y Esgrima La Plata 0:1 Edgardo Di Meola                                                                     |
| 27 lipca 1975 | Chacarita Juniors – San Lorenzo de Almagro 1:2 Miguel A. Bordón (k) - Claudio Prémici, Héctor Scotta                                 |
| 27 lipca 1975 | CA Banfield – Newell’s Old Boys 1:1 Nicolás Novello - Sergio A. Robles                                                               |
| 27 lipca 1975 | CA All Boys – Ferro Carril Oeste 1:0 Héctor Dragonetti                                                                               |
| 27 lipca 1975 | CA Vélez Sarsfield – Racing Club de Avellaneda 2:0 Heriberto Correa (k), Hugo Valenzuela                                             |
| 27 lipca 1975 | Rosario Central – CA Temperley 6:2 Mario Kempes (4, 1k), Carlos Aimar, Daniel Killer - Horacio Magalhaes, Benito Valencia (k)        |
| 27 lipca 1975 | CA Huracán – Atlanta Buenos Aires 6:1 Jorge A. Sanabria (3), René Houseman, Miguel A. Candedo, José R. Scalise - Alejandro Onnis (k) |
| 27 lipca 1975 | CA Colón – Argentinos Juniors 3:0 Hugo Coscia (k), Hugo Villarreal (2)                                                               |

### Kolejka 35
| Data          | Mecz |
| ------------- | --- |
| 29 lipca 1975 | Boca Juniors – CA Banfield 0:0 |
| 30 lipca 1975 | CA Temperley – River Plate 1:1 Benito Valencia - Pedro A. González mecz rozegrany został na stadionie klubu Racing Club de Avellaneda |
| 30 lipca 1975 | Unión Santa Fe – Gimnasia y Esgrima La Plata 2:0 Eduardo Marasco, Víctor Marchetti                                                    |
| 30 lipca 1975 | Ferro Carril Oeste – Independiente 1:2 César Lorea - Ricardo Pavoni (k), Luis A. Giribet                                              |
| 30 lipca 1975 | Estudiantes La Plata – CA Vélez Sarsfield 1:0 Franco Frassoldati                                                                      |
| 30 lipca 1975 | Newell’s Old Boys – CA Huracán 0:1 Omar Larrosa według RSSSF mecz rozegrany został na stadionie klubu Boca Juniors                    |
| 30 lipca 1975 | Argentinos Juniors – Chacarita Juniors 2:2 Carlos S. Rodríguez, Rafael D. Moreno - Claudio Marangoni, Oscar Ferrero                   |
| 30 lipca 1975 | Racing Club de Avellaneda – CA Colón 1:1 Carlos A. Álvarez - Hugo Coscia                                                              |
| 30 lipca 1975 | Atlanta Buenos Aires – CA All Boys 1:0 Mario Raffart                                                                                  |
| 30 lipca 1975 | San Lorenzo de Almagro – Rosario Central 1:0 Alberto Beltrán                                                                          |

### Kolejka 36
| Data            | Mecz |
| --------------- | --- |
| 3 sierpnia 1975 | River Plate – San Lorenzo de Almagro 2:0 Norberto Alonso (2)                                                                                              |
| 3 sierpnia 1975 | CA Colón – Estudiantes La Plata 1:0 Daniel Borgna |
| 3 sierpnia 1975 | CA Huracán – Boca Juniors 1:0 Carlos A. Leone |
| 3 sierpnia 1975 | Gimnasia y Esgrima La Plata – Ferro Carril Oeste 1:2 Carlos Della Savia (k) - Norberto Eiras, César Lorea                                                 |
| 3 sierpnia 1975 | Chacarita Juniors – Racing Club de Avellaneda 3:1 Eduardo E. Delgado (2), Omar A. Galván - Roberto O. Díaz                                                |
| 3 sierpnia 1975 | CA All Boys – Newell’s Old Boys 0:2 Sergio A. Robles (k), Alfredo Obberti                                                                                 |
| 3 sierpnia 1975 | Rosario Central – Argentinos Juniors 3:1 Roberto Carril, Aurelio J. Pascuttini (2, 1k) - Oscar A. Cuesta                                                  |
| 3 sierpnia 1975 | CA Banfield – CA Temperley 5:1 Hugo Mateos (2), José A. Lo Gatto, Miguel A. Corvo, Nicolás Novello (k) - Juan C. Merlo mecz przerwany został w 80 minucie |
| 3 sierpnia 1975 | Independiente – Atlanta Buenos Aires 1:3 Percy Rojas - Mario Finarolli (2), Alejandro Onnis                                                               |
| 3 sierpnia 1975 | CA Vélez Sarsfield – Unión Santa Fe 0:0 |

### Kolejka 37
| Data             | Mecz |
| ---------------- | --- |
| 8 sierpnia 1975  | Estudiantes La Plata – Chacarita Juniors 2:0 Hugo Cabezas, Rubén Galletti                                                                                      |
| 14 sierpnia 1975 | Argentinos Juniors – River Plate 0:1 Rubén Bruno mecz rozegrany został na stadionie klubu CA Vélez Sarsfield                                                   |
| 14 sierpnia 1975 | Racing Club de Avellaneda – Rosario Central 0:10 Oscar Agonil (3), Horacio Vigna, Norberto Rosetti (2), Omar Chiodín, Miguel A. Juárez, Eduardo Raschetti (2)  |
| 14 sierpnia 1975 | CA Temperley – CA Huracán 1:3 Rubén Di Bastiano - Jorge A. Sanabria (2), Migue A. Brindisi według RSSSF mecz rozegrany został na stadionie klubu Independiente |
| 14 sierpnia 1975 | Atlanta Buenos Aires – Gimnasia y Esgrima La Plata 6:0 Alejandro Onnis (2), Raúl González, Mario Finarolli (2), Aníbal Cibeyra                                 |
| 14 sierpnia 1975 | Unión Santa Fe – Ferro Carril Oeste 5:1 Eduardo Marasco, Ernesto Mastrángelo, Oscar V. Trossero (3) - Héctor Arregui                                           |
| 14 sierpnia 1975 | CA Vélez Sarsfield – CA Colón 3:0 Osvaldo Ghini, Omar Mehmed (k), Carlos Aloi                                                                                  |
| 14 sierpnia 1975 | Newell’s Old Boys – Independiente 3:1 José C. Costas, Miguel A. Bigolín (k), Rubén Cicapolli - Roberto Barrera                                                 |
| 14 sierpnia 1975 | San Lorenzo de Almagro – CA Banfield 2:0 Héctor Scotta (2, 1k)                                                                                                 |
| 14 sierpnia 1975 | Boca Juniors – CA All Boys 7:0 Carlos A. Tejeda, Gerardo Ríos (2), Daniel García, Raúl Sala, Néstor Doroni (2)                                                 |

### Kolejka 38
| Data             | Mecz |
| ---------------- | --- |
| 16 sierpnia 1975 | CA Huracán – San Lorenzo de Almagro 1:1 Jorge A. Sanabria - Héctor Scotta (k)                                                                                                  |
| 17 sierpnia 1975 | River Plate – Racing Club de Avellaneda 2:0 Norberto Alonso (k), Carlos Morete mecz przerwany w 45 minucie z powodu wtargnięcia na boisko części widzów; wynik meczu zachowano |
| 17 sierpnia 1975 | CA Banfield – Argentinos Juniors 2:2 Silvio R. Sotelo, Nicolás Novello - Rafael D. Moreno, Juan J. Irigoyen (k)                                                                |
| 17 sierpnia 1975 | Gimnasia y Esgrima La Plata – Newell’s Old Boys 0:0 |
| 17 sierpnia 1975 | Chacarita Juniors – CA Vélez Sarsfield 2:2 Omar A. Galván, Miguel A. Bordón (k) - Hugo Valenzuela (2)                                                                          |
| 17 sierpnia 1975 | Rosario Central – Estudiantes La Plata 4:2 Mario Kempes (4) - Guillermo Ocampo (2)                                                                                             |
| 17 sierpnia 1975 | CA All Boys – CA Temperley 1:1 Juan R. De Angelis - Jorge Almada |
| 17 sierpnia 1975 | Independiente – Boca Juniors 0:4 Hugo Lacava Schell (2), Carlos A. Tejeda, Gerardo Ríos                                                                                        |
| 17 sierpnia 1975 | CA Colón – Unión Santa Fe 3:2 Ernesto J. Álvarez, José A. Salinas, Hugo Coscia - Víctor Marchetti, Ernesto Mastrángelo                                                         |
| 17 sierpnia 1975 | Ferro Carril Oeste – Atlanta Buenos Aires 1:0 Héctor Arregui (k) |

### Końcowa tabela Metropolitano 1975
| Poz | Klub                        | Mecze | Zw | Rem | Por | Pkt | BrZd | BrStr |
| --- | --------------------------- | ----- | -- | --- | --- | --- | ---- | ----- |
| 1   | River Plate                 | 38    | 23 | 9   | 6   | 55  | 72   | 38    |
| 2   | CA Huracán                  | 38    | 21 | 9   | 8   | 51  | 73   | 46    |
| 3   | Boca Juniors                | 38    | 22 | 6   | 10  | 50  | 80   | 40    |
| 4   | Unión Santa Fe              | 38    | 20 | 9   | 9   | 49  | 65   | 42    |
| 5   | Estudiantes La Plata        | 38    | 18 | 11  | 9   | 47  | 68   | 51    |
| 6   | CA Colón                    | 38    | 16 | 15  | 7   | 47  | 60   | 48    |
| 7   | Rosario Central             | 38    | 15 | 11  | 12  | 41  | 75   | 51    |
| 8   | Ferro Carril Oeste          | 38    | 14 | 12  | 12  | 40  | 61   | 58    |
| 9   | CA Vélez Sarsfield          | 38    | 13 | 13  | 12  | 39  | 50   | 47    |
| 10  | Newell’s Old Boys           | 38    | 11 | 16  | 11  | 38  | 47   | 43    |
| 11  | San Lorenzo de Almagro      | 38    | 11 | 12  | 15  | 34  | 56   | 63    |
| 12  | Gimnasia y Esgrima La Plata | 38    | 11 | 12  | 15  | 34  | 55   | 71    |
| 13  | Independiente               | 38    | 12 | 9   | 17  | 33  | 49   | 55    |
| 14  | Atlanta Buenos Aires        | 38    | 13 | 7   | 18  | 33  | 62   | 69    |
| 15  | Chacarita Juniors           | 38    | 11 | 10  | 17  | 32  | 47   | 72    |
| 16  | Racing Club de Avellaneda   | 38    | 7  | 17  | 14  | 31  | 60   | 91    |
| 17  | CA Banfield                 | 38    | 7  | 14  | 17  | 28  | 57   | 73    |
| 18  | CA All Boys                 | 38    | 9  | 10  | 19  | 28  | 43   | 65    |
| 19  | Argentinos Juniors          | 38    | 8  | 9   | 21  | 25  | 46   | 70    |
| 20  | CA Temperley                | 38    | 7  | 11  | 20  | 25  | 44   | 77    |

Mistrz Campeonato Metropolitano 1975 River Plate zapewnił sobie udział w Copa Libertadores 1976. Z ligi nikt nie spadł.

### Klasyfikacja strzelców bramek Metropolitano 1975
| Gole | Piłkarz            | Klub                        |
| ---- | ------------------ | --------------------------- |
| 32   | Héctor Scotta      | San Lorenzo de Almagro      |
| 24   | Carlos Morete      | River Plate                 |
| 22   | Mario Kempes       | Rosario Central             |
| 20   | Norberto Alonso    | River Plate                 |
| 18   | Carlos Della Savia | Gimnasia y Esgrima La Plata |

## Campeonato Nacional 1975
W Campeonato Nacional wzięły udział 32 kluby – 20 klubów biorących udział w mistrzostwach Metropolitano oraz 12 klubów z prowincji. Prowincjonalna dwunastka została wyłoniona podczas rozgrywek klasyfikacyjnych klubów które wygrały swoje ligi prowincjonalne w roku 1974. W sezonie 1975 w mistrzostwach Nacional wzięły udział następujące kluby z regionu stołecznego (Metropolitano): River Plate, Estudiantes La Plata, CA Huracán, CA All Boys, CA Vélez Sarsfield, San Lorenzo de Almagro, Argentinos Juniors, Boca Juniors, Gimnasia y Esgrima La Plata, Ferro Carril Oeste, Rosario Central, Independiente, Unión Santa Fe, Chacarita Juniors, CA Banfield, CA Temperley, Newell’s Old Boys, CA Colón, Racing Club de Avellaneda, Atlanta Buenos Aires
Do pierwszej ligi mistrzostw Nacional w sezonie 1975 zakwalifikowały się następujące kluby z prowincji: Aldosivi Mar del Plata, Atlético Tucumán, Bartolomé Mitre Posadas, Belgrano Córdoba, Cipolletti, Gimnasia y Esgrima Jujuy, Gimnasia y Esgrima Mendoza, Jorge Newbery Junín, Juventud Alianza Santa Lucía, Juventud Antoniana Salta, San Martín Tucumán, Talleres Córdoba
W fazie grupowej 32 uczestników podzielono na 4 grupy A, B, C i D. Mecze w grupach rozegrano systemem każdy z każdym mecz i rewanż. Dodatkowo rozegrane zostały dwie kolejki międzygrupowe i dlatego każdy z klubów w fazie grupowej zaliczył po 16 meczów. Z każdej grupy do finału awansowały 2 drużyny, co dało łącznie 8 klubów w finale. Tutaj rozegrano mecze systemem każdy z każdym, ale tylko po jednym meczu, bez rewanżów. Zwycięzca grupy finałowej zdobył mistrzostwo Argentyny Nacional.

### Kolejka 1
Mecze międzygrupowe
| Data             | Mecz |
| ---------------- | --- |
| 19 września 1975 | Atlanta Buenos Aires – Chacarita Juniors 2:1 Jorge Ribolzi (2) - Claudio Marangoni                                                                                            |
| 21 września 1975 | Racing Club de Avellaneda – Independiente 5:4 Alberto M. Jorge (4, 3k), Carlos Squeo - Percy Rojas, Ricardo Bertoni, Ricardo Pavoni (k), Francisco Sá                         |
| 21 września 1975 | Boca Juniors – River Plate 1:2 Hugo P. Sánchez - Pedro A. González, Leopoldo Luque                                                                                            |
| 21 września 1975 | CA Huracán – San Lorenzo de Almagro 0:1 Claudio Prémici |
| 21 września 1975 | Cipolletti – Aldosivi Mar del Plata 0:1 Francisco Mústico |
| 21 września 1975 | Unión Santa Fe – CA Colón 1:1 Víctor Marchetti - Jorge Imán |
| 21 września 1975 | Juventud Alianza Santa Lucía – Gimnasia y Esgrima Mendoza 2:1 Juan C. Pereyra, Julio González - Alfredo Letanú mecz rozegrany został na stadionie klubu Desamparados San Juan |
| 21 września 1975 | Ferro Carril Oeste – CA Vélez Sarsfield 1:2 Juan D. Rocchia (k) - Mario Finarolli (2)                                                                                         |
| 21 września 1975 | Gimnasia y Esgrima Jujuy – Juventud Antoniana Salta 1:1 Ramón Ojeda - René Taritolay                                                                                          |
| 21 września 1975 | Estudiantes La Plata – Gimnasia y Esgrima La Plata 2:1 Rubén Galletti (2, 1k) - Antonio Rosl                                                                                  |
| 21 września 1975 | San Martín Tucumán – Atlético Tucumán 0:0 |
| 21 września 1975 | Talleres Córdoba – Belgrano Córdoba 2:1 Oscar Fachetti, Víctor Binello - Manuel Magán (k)                                                                                     |
| 21 września 1975 | Argentinos Juniors – CA All Boys 2:1 Juan C. Nani, Juan J. Irigoyen - Horacio Insaurralde                                                                                     |
| 21 września 1975 | CA Banfield – CA Temperley 1:2 José M. Terzaghi - Carlos De Marta, Juan C. Merlo mecz rozegrany został na stadionie klubu Club Atlético Lanús                                 |
| 21 września 1975 | Rosario Central – Newell’s Old Boys 3:0 Mario Kempes (3) |
| 21 września 1975 | Bartolomé Mitre Posadas – Jorge Newbery Junín 1:2 Esteban Panasiuk - Alfredo Quintero, José M. Molina (k)                                                                     |

### Kolejka 2
Grupa A
| Data             | Mecz |
| ---------------- | --- |
| 24 września 1975 | Gimnasia y Esgrima Mendoza – River Plate 1:1 Oscar Haack - Oscar Más                                         |
| 24 września 1975 | San Martín Tucumán – CA Huracán 4:0 Miguel A. Papalardo, Jorge A. Calderón (2), Daniel Marangoni             |
| 24 września 1975 | CA Vélez Sarsfield – Estudiantes La Plata 0:0                                                                |
| 24 września 1975 | CA All Boys – Cipolletti 3:2 Epifanio Medina (2, 1k), Nicolás Valdivia - Norberto Espada, Roberto R. Carrizo |

Grupa B
| Data             | Mecz |
| ---------------- | --- |
| 24 września 1975 | Boca Juniors – Juventud Alianza Santa Lucía 3:0 Jorge J. Benítez, Osvaldo Potente, Marcelo Trobbiani                                           |
| 24 września 1975 | San Lorenzo de Almagro – Atlético Tucumán 1:1 Claudio Prémici - Julio R. Villa                                                                 |
| 24 września 1975 | Gimnasia y Esgrima La Plata – Ferro Carril Oeste 2:2 Oscar Fornari, Carlos Della Savia (k) - César Lorea, Norberto Eiras                       |
| 24 września 1975 | Aldosivi Mar del Plata – Argentinos Juniors 3:4 Jorge Santecchia (2), Francisco Mústico - Miguel A. Bustos, Rafael D. Moreno, Juan C. Nani (2) |

Grupa C
| Data             | Mecz |
| ---------------- | --- |
| 24 września 1975 | Unión Santa Fe – CA Banfield 3:2 Ernesto Mastrángelo (2), Eduardo Marasco - Hugo Mateos, Juan A. Taverna |
| 24 września 1975 | Rosario Central – Jorge Newbery Junín 1:0 Mario Kempes                                                   |
| 24 września 1975 | Gimnasia y Esgrima Jujuy – Chacarita Juniors 2:1 José A. Palacios (2) - Carlos S. Rodríguez              |
| 24 września 1975 | Belgrano Córdoba – Independiente 0:2 Ricardo Bertoni, Aldo F. Rodríguez                                  |

Grupa D
| Data             | Mecz |
| ---------------- | --- |
| 24 września 1975 | Atlanta Buenos Aires – Juventud Antoniana Salta 3:1 Raúl González, Jorge Ribolzi (2) - Luis A. Rivero   |
| 24 września 1975 | Racing Club de Avellaneda – Talleres Córdoba 3:1 Néstor Scotta (3, 1k) - Ángel Bocanelli                |
| 24 września 1975 | Bartolomé Mitre Posadas – Newell’s Old Boys 0:4 Arsenio Ribecca, Sergio A. Robles (2), Ricardo Troncone |
| 24 września 1975 | CA Temperley – CA Colón 2:0 Carlos Raschia, Rubén Tamagni                                               |

### Kolejka 3
Grupa A
| Data             | Mecz |
| ---------------- | --- |
| 28 września 1975 | Gimnasia y Esgrima Mendoza – CA All Boys 2:0 Alfredo Letanú, Carlos Salguero                                  |
| 28 września 1975 | Estudiantes La Plata – Cipolletti 1:1 Rubén Galletti - Rodolfo A. Juárez                                      |
| 28 września 1975 | CA Huracán – CA Vélez Sarsfield 3:2 Jorge A. Sanabria, Miguel Brindisi (2, 1k) - Walter Durso, Pedro Larraquy |
| 28 września 1975 | River Plate – San Martín Tucumán 2:0 Norberto Alonso, Pablo Comelles                                          |

Grupa B
| Data             | Mecz |
| ---------------- | --- |
| 28 września 1975 | Argentinos Juniors – Juventud Alianza Santa Lucía 3:2 Juan J. Irigoyen (k), Rafael D. Moreno, Sebastián Ovelar - Salvador Spadano (2) |
| 28 września 1975 | Atlético Tucumán – Boca Juniors 3:2 Julio R. Villa, Juan F. Castro, Jorge Ghiso (k) - Hugo P. Sánchez, Marcelo Trobbiani              |
| 28 września 1975 | Ferro Carril Oeste – San Lorenzo de Almagro 4:0 Carlos A. Vidal, César Lorea, Juan D. Rocchia (2, 1k)                                 |
| 28 września 1975 | Aldosivi Mar del Plata – Gimnasia y Esgrima La Plata 2:1 Ricardo Ferlich, Pablo Galay - Hugo Echauri                                  |

Grupa C
| Data             | Mecz |
| ---------------- | --- |
| 28 września 1975 | Belgrano Córdoba – Unión Santa Fe 2:0 Rodolfo C. Rodríguez, Ángel Pereyra                                                                          |
| 28 września 1975 | Independiente – Gimnasia y Esgrima Jujuy 0:0 |
| 28 września 1975 | Chacarita Juniors – Rosario Central 1:1 Eduardo E. Delgado - Hugo Zavagno                                                                          |
| 28 września 1975 | Jorge Newbery Junín – CA Banfield 2:1 José M. Molina, Dionisio Traverso - Juan A. Taverna mecz rozegrany został na stadionie klubu Sarmiento Junín |

Grupa D
| Data             | Mecz                                                                                      |
| ---------------- | ----------------------------------------------------------------------------------------- |
| 28 września 1975 | CA Colón – Talleres Córdoba 1:3 Osvaldo Mazo - Ángel Bocanelli, Oscar Fachetti (2)        |
| 28 września 1975 | Juventud Antoniana Salta – Racing Club de Avellaneda 1:1 Carlos Aragonés - Jorge Ferreyra |
| 28 września 1975 | Newell’s Old Boys – Atlanta Buenos Aires 2:0 Sergio A. Robles, Arsenio Ribecca            |
| 28 września 1975 | CA Temperley – Bartolomé Mitre Posadas 1:0 Benito Valencia (k)                            |

### Kolejka 4
Grupa A
| Data                | Mecz |
| ------------------- | --- |
| 1 października 1975 | CA Vélez Sarsfield – River Plate 2:3 Mario Finarolli, Horacio Santillán - Pedro A. González, Norberto Alonso, Oscar Más |
| 1 października 1975 | CA All Boys – Estudiantes La Plata 1:0 Nicolás Valdivia                                                                 |
| 1 października 1975 | Cipolletti – CA Huracán 0:1 Miguel Brindisi (k)                                                                         |
| 1 października 1975 | San Martín Tucumán – Gimnasia y Esgrima Mendoza 1:1 José M. Sánchez (k) - Eduardo Velázquez                             |

Grupa B
| Data                | Mecz |
| ------------------- | --- |
| 1 października 1975 | Gimnasia y Esgrima La Plata – Argentinos Juniors 3:0 Ramón Ponce (2), Rubén Peracca                                                                                     |
| 1 października 1975 | San Lorenzo de Almagro – Aldosivi Mar del Plata 1:0 Héctor Scotta |
| 1 października 1975 | Boca Juniors – Ferro Carril Oeste 3:0 Darío Felman, Hugo P. Sánchez (2)                                                                                                 |
| 1 października 1975 | Juventud Alianza Santa Lucía – Atlético Tucumán 3:1 Salvador Spadano (2), Abel A. Coria - Raúl F. Agüero mecz rozegrany został na stadionie klubu Desamparados San Juan |

Grupa C
| Data                | Mecz                                                                                              |
| ------------------- | ------------------------------------------------------------------------------------------------- |
| 1 października 1975 | Unión Santa Fe – Jorge Newbery Junín 2:1 Ernesto Mastrángelo, Víctor Marchetti - Norberto Cavagna |
| 1 października 1975 | CA Banfield – Chacarita Juniors 1:2 Osvaldo Cerqueiro - Raúl Grimoldi, Miguel A. Bordón (k)       |
| 1 października 1975 | Rosario Central – Independiente 1:0 Mario Kempes                                                  |
| 1 października 1975 | Gimnasia y Esgrima Jujuy – Belgrano Córdoba 2:1 José A. Palacios (2) - Omar P. Roldán (k)         |

Grupa D
| Data                | Mecz                                                                                           |
| ------------------- | ---------------------------------------------------------------------------------------------- |
| 1 października 1975 | Bartolomé Mitre Posadas – CA Colón 2:3 Abel Fontana (k), Ramón Rodríguez - José L. Saldaño (3) |
| 1 października 1975 | Atlanta Buenos Aires – CA Temperley 1:0 Luis A. Ramos                                          |
| 1 października 1975 | Racing Club de Avellaneda – Newell’s Old Boys 1:0 Hugo Gottardi                                |
| 1 października 1975 | Talleres Córdoba – Juventud Antoniana Salta 2:0 Humberto Taborda, Luis A. Ludueña              |

### Kolejka 5
Grupa A
| Data                | Mecz |
| ------------------- | --- |
| 5 października 1975 | River Plate – Cipolletti 6:1 Pedro A. González, Oscar Más (2), Héctor Ártico, Pedro Bareiro, Norberto Alonso (k) - Norberto Espada |
| 5 października 1975 | San Martín Tucumán – CA All Boys 1:1 Carlos E. Guaita - Epifanio Medina (k)                                                        |
| 5 października 1975 | Gimnasia y Esgrima Mendoza – CA Vélez Sarsfield 0:0                                                                                |
| 5 października 1975 | CA Huracán – Estudiantes La Plata 2:0 René Houseman, Omar Larrosa                                                                  |

Grupa B
| Data                | Mecz |
| ------------------- | --- |
| 5 października 1975 | Gimnasia y Esgrima La Plata – San Lorenzo de Almagro 0:3 Claudio Prémici (2), Héctor Scotta                                      |
| 5 października 1975 | Argentinos Juniors – Atlético Tucumán 2:1 Gabrial Arias s, Rafael D. Moreno - Jorge Ghiso (k)                                    |
| 5 października 1975 | Aldosivi Mar del Plata – Boca Juniors 1:4 Ricardo Ferlich - Hugo P. Sánchez, Abel Alves, Darío Felman (2)                        |
| 5 października 1975 | Ferro Carril Oeste – Juventud Alianza Santa Lucía 4:1 Héctor Arregui, Osvaldo O. Gutiérrez, Carlos A. Vidal (2) - Julio González |

Grupa C
| Data                | Mecz |
| ------------------- | --- |
| 5 października 1975 | Belgrano Córdoba – Rosario Central 0:0                                                                   |
| 5 października 1975 | Gimnasia y Esgrima Jujuy – Unión Santa Fe 0:0                                                            |
| 5 października 1975 | Independiente – CA Banfield 2:2 Agustín Balbuena, Ricardo Ruiz Moreno - Hugo Mateos, Nicolás Novello (k) |
| 5 października 1975 | Chacarita Juniors – Jorge Newbery Junín 0:0                                                              |

Grupa D
| Data                | Mecz |
| ------------------- | --- |
| 3 października 1975 | CA Temperley – Racing Club de Avellaneda 3:2 Mariano Biondi (2), Juan C. Merlo - Alberto M. Jorge (k), Carlos Squeo mecz rozegrany został na stadionie klubu CA Huracán |
| 5 października 1975 | Bartolomé Mitre Posadas – Atlanta Buenos Aires 2:2 Abel Fontana (2, 1k) - Luis A. Ramos (2)                                                                             |
| 5 października 1975 | Newell’s Old Boys – Talleres Córdoba 6:1 José L. Danguise (2), Sergio A. Robles, Oscar Coullery, José O. Berta, Arsenio Ribecca - Miguel A. Patire                      |
| 5 października 1975 | CA Colón – Juventud Antoniana Salta 2:2 José L. Saldaño, Daniel Olivares - Ricardo A. Roldán (2)                                                                        |

### Kolejka 6
Grupa A
| Data                | Mecz |
| ------------------- | --- |
| 8 października 1975 | Estudiantes La Plata – River Plate 3:2 Franco Frassoldati, Héctor Milano, Miguel A. Reguera - Héctor López, Norberto Alonso (k) |
| 8 października 1975 | CA All Boys – CA Huracán 1:3 Nicolás Valdivia - René Houseman (2), Miguel Brindisi                                              |
| 8 października 1975 | CA Vélez Sarsfield – San Martín Tucumán 1:2 Horacio Santillán - Carlos Pacheco, Miguel A. Papalardo                             |
| 8 października 1975 | Cipolletti – Gimnasia y Esgrima Mendoza 0:1 Oscar A. Palavecino                                                                 |

Grupa B
| Data                | Mecz |
| ------------------- | --- |
| 8 października 1975 | San Lorenzo de Almagro – Argentinos Juniors 5:1 Héctor Scotta (2, 1k), Claudio Prémici (2), Mario Mendoza - Juan C. Nani                                                     |
| 8 października 1975 | Boca Juniors – Gimnasia y Esgrima La Plata 5:2 Osvaldo Potente (2), Vicente Pernía, Miguel O. González, Darío Felman - Ramón Ponce, Alfredo Franco                           |
| 8 października 1975 | Atlético Tucumán – Ferro Carril Oeste 0:0 |
| 8 października 1975 | Juventud Alianza Santa Lucía – Aldosivi Mar del Plata 1:2 Arístides Rodríguez - Norberto Eresuma, Pablo Galay mecz rozegrany został na stadionie klubu Desamparados San Juan |

Grupa C
| Data                | Mecz |
| ------------------- | --- |
| 8 października 1975 | CA Banfield – Belgrano Córdoba 1:2 Héctor Pitarch - Mario R. Carballo, Rubén Coletti                                           |
| 8 października 1975 | Rosario Central – Gimnasia y Esgrima Jujuy 2:1 Eduardo J. Cáceres, Ramón Bóveda - Juan C. López                                |
| 8 października 1975 | Unión Santa Fe – Chacarita Juniors 4:1 Ernesto Mastrángelo (2), Víctor Marchetti, Eduardo Marasco - Carlos S. Rodríguez        |
| 8 października 1975 | Jorge Newbery Junín – Independiente 1:1 Ángel Solía - Ricardo Bertoni mecz rozegrany został na stadionie klubu Sarmiento Junín |

Grupa D
| Data                | Mecz |
| ------------------- | --- |
| 8 października 1975 | Talleres Córdoba – CA Temperley 1:1 Luis A. Ludueña - Juan C. Merlo                                                                  |
| 8 października 1975 | Racing Club de Avellaneda – Bartolomé Mitre Posadas 6:1 Carlos Squeo (2), Néstor Scotta, Alberto M. Jorge (3, 1k) - Abel Fontana (k) |
| 8 października 1975 | Atlanta Buenos Aires – CA Colón 2:3 Osvaldo E. Gutiérrez, Francisco Azzolini - Daniel Olivares, Osvaldo Mazo (2)                     |
| 8 października 1975 | Juventud Antoniana Salta – Newell’s Old Boys 0:0                                                                                     |

### Kolejka 7
Grupa A
| Data                 | Mecz                                                                                                 |
| -------------------- | --- |
| 12 października 1975 | CA Vélez Sarsfield – CA All Boys 1:2 Pedro Larraquy - Nicolás Valdivia, Domingo Zilli                |
| 12 października 1975 | River Plate – CA Huracán 2:1 Leopoldo Luque (2) - Miguel Brindisi                                    |
| 12 października 1975 | Gimnasia y Esgrima Mendoza – Estudiantes La Plata 1:2 Alfredo Letanú - Juan R. Verón, Rubén Galletti |
| 12 października 1975 | San Martín Tucumán – Cipolletti 2:1 Daniel Marangoni (2) - Roberto R. Carrizo                        |

Grupa B
| Data                 | Mecz |
| -------------------- | --- |
| 12 października 1975 | San Lorenzo de Almagro – Boca Juniors 3:1 Claudio Prémici (2), Héctor Scotta (k) - Luis La Fuente                   |
| 12 października 1975 | Argentinos Juniors – Ferro Carril Oeste 1:0 Juan J. Irigoyen                                                        |
| 12 października 1975 | Gimnasia y Esgrima La Plata – Juventud Alianza Santa Lucía 2:1 Alfredo Franco (2) - Daniel Miguel                   |
| 12 października 1975 | Aldosivi Mar del Plata – Atlético Tucumán 1:3 Miguel A. Lencina - Victoriano Dominé, Julio R. Villa, Raúl F. Agüero |

Grupa C
| Data                 | Mecz |
| -------------------- | --- |
| 10 października 1975 | Independiente – Chacarita Juniors 3:0 Ricardo Ruiz Moreno, Rubén Galván, Ricardo Bertoni                     |
| 12 października 1975 | Rosario Central – Unión Santa Fe 0:0                                                                         |
| 12 października 1975 | Belgrano Córdoba – Jorge Newbery Junín 3:1 Manuel Magán, Miguel A. Laciar, Omar P. Roldán - Alfredo Quintero |
| 12 października 1975 | Gimnasia y Esgrima Jujuy – CA Banfield 2:1 Oscar Ochoaizpur (k), José A. Palacios - Nicolás Novello          |

Grupa D
| Data                 | Mecz |
| -------------------- | --- |
| 12 października 1975 | Atlanta Buenos Aires – Racing Club de Avellaneda 3:2 Luis A. Ramos, Aníbal Cibeyra (2) - Hugo Gottardi (2) |
| 12 października 1975 | CA Colón – Newell’s Old Boys 2:0 Andrés Rebbotaro s, Osvaldo Mazo                                          |
| 12 października 1975 | CA Temperley – Juventud Antoniana Salta 1:1 Horacio Magalhaes - Carlos Raschia (k)                         |
| 12 października 1975 | Bartolomé Mitre Posadas – Talleres Córdoba 0:4 Luis A. Ludueña (k), Ángel Bocanelli (2), Oscar Fachetti    |

### Kolejka 8
Grupa A
| Data                 | Mecz |
| -------------------- | --- |
| 19 października 1975 | CA All Boys – River Plate 0:5 Norberto Alonso (k), Reynaldo Merlo, Oscar Más, Héctor Ártico, Juan J. López (k) mecz rozegrany został na stadionie klubu CA Vélez Sarsfield |
| 19 października 1975 | Estudiantes La Plata – San Martín Tucumán 4:3 Hugo Cabezas, Rubén Galletti (2, 1k), Carlos López - Jorge A. Calderón, Miguel A. Papalardo, Daniel Marangoni                |
| 19 października 1975 | Cipolletti – CA Vélez Sarsfield 2:1 Rubén A. Flores, Rodolfo A. Juárez - Walter Durso                                                                                      |
| 19 października 1975 | CA Huracán – Gimnasia y Esgrima Mendoza 3:1 Jorge A. Sanabria, José R. Scalise (2) - Oscar A. Palavecino                                                                   |

Grupa B
| Data                 | Mecz |
| -------------------- | --- |
| 19 października 1975 | Boca Juniors – Argentinos Juniors 2:1 Abel Alves (2) - Juan J. Irigoyen |
| 19 października 1975 | Juventud Alianza Santa Lucía – San Lorenzo de Almagro 2:3 Arístides Rodríguez, Julio González - Oscar Ortiz, Héctor Scotta (2) mecz rozegrany został na stadionie klubu Desamparados San Juan |
| 19 października 1975 | Atlético Tucumán – Gimnasia y Esgrima La Plata 1:0 Raúl F. Agüero |
| 19 października 1975 | Ferro Carril Oeste – Aldosivi Mar del Plata 3:1 Héctor Arregui, Juan D. Rocchia, Carlos Arregui - Alfredo Veira                                                                               |

Grupa C
| Data                 | Mecz |
| -------------------- | --- |
| 18 października 1975 | CA Banfield – Rosario Central 1:2 Héctor Pitarch - Jorge C. Pellegrini, Aurelio J. Pascuttini                                                                 |
| 19 października 1975 | Unión Santa Fe – Independiente 3:3 Hilario Bravi (2), Víctor Marchetti - Eleazar Soria, Ricardo Bertoni, Percy Rojas                                          |
| 19 października 1975 | Chacarita Juniors – Belgrano Córdoba 1:2 Ramón T. Adorno - Mario R. Carballo, Omar P. Roldán                                                                  |
| 19 października 1975 | Jorge Newbery Junín – Gimnasia y Esgrima Jujuy 0:4 Isidoro Vera, Juan C. López (2), José A. Palacios mecz rozegrany został na stadionie klubu Sarmiento Junín |

Grupa D
| Data                 | Mecz |
| -------------------- | --- |
| 19 października 1975 | Racing Club de Avellaneda – CA Colón 2:3 Alberto M. Jorge, Heriberto Correa (k) - Daniel Olivares, Osvaldo Mazo, Ernesto J. Álvarez                                   |
| 19 października 1975 | Newell’s Old Boys – CA Temperley 4:1 Roberto O. Rodríguez, Sergio A. Robles (2, 1k), Carlos Picerni - Pedro Chazarreta                                                |
| 19 października 1975 | Juventud Antoniana Salta – Bartolomé Mitre Posadas 1:0 Ricardo A. Roldán (k)                                                                                          |
| 19 października 1975 | Talleres Córdoba – Atlanta Buenos Aires 7:3 Luis A. Ludueña (2, 1k), Ángel Bocanelli (2), Oscar Fachetti (2), Antonio R. Alderete - Mario Raffart, Aníbal Cibeyra (2) |

### Kolejka 9
Mecze międzygrupowe
| Data                 | Mecz |
| -------------------- | --- |
| 26 października 1975 | River Plate – Boca Juniors 1:2 Oscar Más - Hugo P. Sánchez, Abel Alves                                                                           |
| 26 października 1975 | Belgrano Córdoba – Talleres Córdoba 2:2 Omar P. Roldán (2) - Antonio R. Alderete, Miguel A. Oviedo                                               |
| 26 października 1975 | Atlético Tucumán – San Martín Tucumán 3:2 Victoriano Dominé, René Alderete, Víctor H. Palomba - José M. Sánchez (k), Carlos Pacheco              |
| 26 października 1975 | CA Vélez Sarsfield – Ferro Carril Oeste 3:0 Oscar A. García (2, 1k), Oscar Aguayo                                                                |
| 26 października 1975 | Newell’s Old Boys – Rosario Central 1:1 Sergio A. Robles - Mario Kempes                                                                          |
| 26 października 1975 | Juventud Antoniana Salta – Gimnasia y Esgrima Jujuy 0:0                                                                                          |
| 26 października 1975 | CA Colón – Unión Santa Fe 1:0 Daniel Olivares |
| 26 października 1975 | CA Temperley – CA Banfield 3:1 Benito Valencia, Juan C. Merlo, Carlos De Marta - Héctor Pitarch                                                  |
| 26 października 1975 | Jorge Newbery Junín – Bartolomé Mitre Posadas 3:0 Juan C. Vilches, Norberto Cavagna (2) mecz rozegrany został na stadionie klubu Sarmiento Junín |
| 26 października 1975 | Gimnasia y Esgrima Mendoza – Juventud Alianza Santa Lucía 3:0 Juan C. Gutiérrez, Oscar A. Palavecino, Alfredo Letanú                             |
| 26 października 1975 | Independiente – Racing Club de Avellaneda 1:1 Percy Rojas - Néstor Scotta                                                                        |
| 26 października 1975 | Chacarita Juniors – Atlanta Buenos Aires 2:1 Miguel A. Bordón (2, 1k) - Luis A. Ramos                                                            |
| 26 października 1975 | Gimnasia y Esgrima La Plata – Estudiantes La Plata 1:1 Alfredo Franco - Hugo Cabezas                                                             |
| 26 października 1975 | CA All Boys – Argentinos Juniors 3:3 Horacio Bongiovanni, Ramón O. Gómez (2) - Juan J. Irigoyen (3, 2k)                                          |
| 26 października 1975 | San Lorenzo de Almagro – CA Huracán 2:2 Mario Mendoza, Oscar Ortiz - Omar Larrosa, Miguel Brindisi (k)                                           |
| 26 października 1975 | Aldosivi Mar del Plata – Cipolletti 1:1 Ricardo Castillo (k) - Norberto Espada (k) mecz rozegrany został na Estadio General San Martín           |

### Kolejka 10
Grupa A
| Data                 | Mecz |
| -------------------- | --- |
| 31 października 1975 | River Plate – Gimnasia y Esgrima Mendoza 2:0 Norberto Alonso (2, 1k)                                             |
| 2 listopada 1975     | CA Huracán – San Martín Tucumán 5:0 René Houseman (3), Jorge A. Sanabria, Miguel Brindisi                        |
| 2 listopada 1975     | Estudiantes La Plata – CA Vélez Sarsfield 1:1 Rubén Galletti - José A. Castro                                    |
| 2 listopada 1975     | Cipolletti – CA All Boys 4:2 Rubén A. Flores (2), Rodolfo A. Juárez, Nicolás M. García - Epifanio Medina (2, 1k) |

Grupa B
| Data             | Mecz |
| ---------------- | --- |
| 2 listopada 1975 | Juventud Alianza Santa Lucía – Boca Juniors 0:0 mecz rozegrany został na stadionie klubu Desamparados San Juan         |
| 2 listopada 1975 | Atlético Tucumán – San Lorenzo de Almagro 1:0 Julio R. Villa                                                           |
| 2 listopada 1975 | Ferro Carril Oeste – Gimnasia y Esgrima La Plata 2:2 César Lorea, Osvaldo S. González - Edgardo Di Meola, Hugo Echauri |
| 2 listopada 1975 | Argentinos Juniors – Aldosivi Mar del Plata 1:1 Carlos A. Álvarez - Carlos Fren s                                      |

Grupa C
| Data             | Mecz |
| ---------------- | --- |
| 2 listopada 1975 | CA Banfield – Unión Santa Fe 1:0 José M. Terzaghi                                                                                      |
| 2 listopada 1975 | Jorge Newbery Junín – Rosario Central 1:2 Oscar Avilés - Mario Kempes (2, 1k) mecz rozegrany został na stadionie klubu Sarmiento Junín |
| 2 listopada 1975 | Chacarita Juniors – Gimnasia y Esgrima Jujuy 0:2 Juan C. López, José A. Palacios                                                       |
| 2 listopada 1975 | Independiente – Belgrano Córdoba 5:2 Percy Rojas (3), Ricardo Bochini, Ricardo Bertoni - Hugo Saggioratto, Omar P. Roldán              |

Grupa D
| Data             | Mecz                                                                                             |
| ---------------- | ------------------------------------------------------------------------------------------------ |
| 2 listopada 1975 | CA Colón – CA Temperley 2:2 Ernesto J. Álvarez, Daniel Borgna - Benito Valencia, Oscar J. Suárez |
| 2 listopada 1975 | Juventud Antoniana Salta – Atlanta Buenos Aires 0:1 Luis A. Ramos                                |
| 2 listopada 1975 | Talleres Córdoba – Racing Club de Avellaneda 0:0                                                 |
| 2 listopada 1975 | Newell’s Old Boys – Bartolomé Mitre Posadas 1:0 Roberto O. Rodríguez                             |

### Kolejka 11
Grupa A
| Data             | Mecz |
| ---------------- | --- |
| 5 listopada 1975 | San Martín Tucumán – River Plate 0:2 Daniel Passarella, Pedro Bareiro                                                    |
| 5 listopada 1975 | CA Vélez Sarsfield – CA Huracán 1:6 José A. Castro - Miguel Brindisi, Jorge A. Sanabria (3), Andrés Verón, René Houseman |
| 5 listopada 1975 | Cipolletti – Estudiantes La Plata 1:1 Rubén A. Flores - Hugo Cabezas                                                     |
| 5 listopada 1975 | CA All Boys – Gimnasia y Esgrima Mendoza 0:0                                                                             |

Grupa B
| Data             | Mecz |
| ---------------- | --- |
| 5 listopada 1975 | Boca Juniors – Atlético Tucumán 4:1 Osvaldo Potente, Marcelo Trobbiani (k), Miguel O. González, Hugo P. Sánchez - Orlando A. Espeche                                                             |
| 5 listopada 1975 | San Lorenzo de Almagro – Ferro Carril Oeste 2:0 Oscar Ortiz, Héctor Scotta |
| 5 listopada 1975 | Gimnasia y Esgrima La Plata – Aldosivi Mar del Plata 4:0 Carlos Della Savia (2, 1k), Rubén Peracca, Alfredo Franco                                                                               |
| 5 listopada 1975 | Juventud Alianza Santa Lucía – Argentinos Juniors 3:1 Miguel A. Astrada, Julio González (k), Salvador Spadano - Carlos A. Álvarez mecz rozegrany został na stadionie klubu Desamparados San Juan |

Grupa C
| Data             | Mecz                                                                                        |
| ---------------- | ------------------------------------------------------------------------------------------- |
| 5 listopada 1975 | Unión Santa Fe – Belgrano Córdoba 1:1 Oscar V. Trossero - Omar P. Roldán (k)                |
| 5 listopada 1975 | Gimnasia y Esgrima Jujuy – Independiente 0:0                                                |
| 5 listopada 1975 | Rosario Central – Chacarita Juniors 2:0 Mario Kempes (2, 1k)                                |
| 5 listopada 1975 | CA Banfield – Jorge Newbery Junín 2:1 Juan A. Taverna, José M. Terzaghi - Dionisio Traverso |

Grupa D
| Data             | Mecz |
| ---------------- | --- |
| 5 listopada 1975 | Talleres Córdoba – CA Colón 1:0 Luis A. Ludueña                                                                      |
| 5 listopada 1975 | Racing Club de Avellaneda – Juventud Antoniana Salta 2:1 Horacio Cordero, Rubén Glaría - Ricardo A. Roldán           |
| 5 listopada 1975 | Atlanta Buenos Aires – Newell’s Old Boys 1:3 Luis A. Ramos - Roberto O. Rodríguez, Arsenio Ribecca, Sergio A. Robles |
| 5 listopada 1975 | Bartolomé Mitre Posadas – CA Temperley 0:3 Oscar J. Suárez (3)                                                       |

### Kolejka 12
Grupa A
| Data             | Mecz |
| ---------------- | --- |
| 9 listopada 1975 | River Plate – CA Vélez Sarsfield 4:2 José O. Reinaldi (2), Oscar Más, Juan J. López - Luis A. Roselli (2) |
| 9 listopada 1975 | Estudiantes La Plata – CA All Boys 3:1 Rubén Pagnanini, Rubén Galletti, Héctor Milano - Osvaldo A. Pérez  |
| 9 listopada 1975 | CA Huracán – Cipolletti 2:1 Miguel Brindisi (k), René Houseman - Rodolfo A. Juárez                        |
| 9 listopada 1975 | Gimnasia y Esgrima Mendoza – San Martín Tucumán 2:1 Alfredo Letanú (2) - Antonio Sanseverino              |

Grupa B
| Data             | Mecz |
| ---------------- | --- |
| 9 listopada 1975 | Argentinos Juniors – Gimnasia y Esgrima La Plata 2:1 Carlos Fren, Carlos A. Álvarez - Carlos Della Savia         |
| 9 listopada 1975 | Aldosivi Mar del Plata – San Lorenzo de Almagro 0:2 Héctor Scotta (2)                                            |
| 9 listopada 1975 | Ferro Carril Oeste – Boca Juniors 1:0 Jorge Parisi                                                               |
| 9 listopada 1975 | Atlético Tucumán – Juventud Alianza Santa Lucía 3:1 Jorge Ghiso, Réne A. Alderete, Raúl F. Agüero - Américo Ríos |

Grupa C
| Data             | Mecz |
| ---------------- | --- |
| 9 listopada 1975 | Jorge Newbery Junín – Unión Santa Fe 0:2 Ernesto Mastrángelo, Oscar V. Trossero mecz rozegrany został na stadionie klubu Sarmiento Junín |
| 9 listopada 1975 | Chacarita Juniors – CA Banfield 2:2 Omar A. Galván, Miguel A. Bordón (k) - Miguel A. Corvo, Marcelino Britapaja                          |
| 9 listopada 1975 | Independiente – Rosario Central 0:1 Carlos Aimar                                                                                         |
| 9 listopada 1975 | Belgrano Córdoba – Gimnasia y Esgrima Jujuy 1:2 Rubén Coletti - Juan C. López, Orlando O. Medina                                         |

Grupa D
| Data             | Mecz |
| ---------------- | --- |
| 9 listopada 1975 | CA Colón – Bartolomé Mitre Posadas 3:0 Hugo Coscia (k), Daniel Olivares, Jorge Imán                                                            |
| 9 listopada 1975 | CA Temperley – Atlanta Buenos Aires 3:1 Benito Valencia (k), José A. Sotelo (2) - Mario Raffart                                                |
| 9 listopada 1975 | Newell’s Old Boys – Racing Club de Avellaneda 2:0 Mario Zanabria, Sergio A. Robles (k)                                                         |
| 9 listopada 1975 | Juventud Antoniana Salta – Talleres Córdoba 3:4 Ricardo A. Roldán, José Miranda, Héctor Pignani - Antonio R. Alderete, Luis A. Ludueña (3, 1k) |

### Kolejka 13
Grupa A
| Data              | Mecz |
| ----------------- | --- |
| 12 listopada 1975 | Cipolletti – River Plate 1:3 Carlos A. Avanzi - Pedro A. González, Juan J. López, Daniel Passarella                                   |
| 12 listopada 1975 | CA All Boys – San Martín Tucumán 4:2 Epifanio Medina (2, 1k), Omar Marchese s, Ángel Mamberto - Daniel Marangoni, Héctor Dragonetti s |
| 12 listopada 1975 | CA Vélez Sarsfield – Gimnasia y Esgrima Mendoza 1:3 Enrique Reggi s - Oscar A. Palavecino (2, 2k), Alfredo Letanú                     |
| 12 listopada 1975 | Estudiantes La Plata – CA Huracán 2:0 Franco Frassoldati, Juan R. Verón                                                               |

Grupa B
| Data              | Mecz |
| ----------------- | --- |
| 11 listopada 1975 | Boca Juniors – Aldosivi Mar del Plata 1:2 Abel Alves - René Castillo (k), Francisco Mústico                                           |
| 12 listopada 1975 | San Lorenzo de Almagro – Gimnasia y Esgrima La Plata 2:1 Héctor Scotta (2) - Alfredo Franco                                           |
| 12 listopada 1975 | Atlético Tucumán – Argentinos Juniors 3:1 Victoriano Dominé (2), Julio R. Villa - Juan J. Irigoyen (k)                                |
| 12 listopada 1975 | Juventud Alianza Santa Lucía – Ferro Carril Oeste 1:0 Salvador Spadano mecz rozegrany został na stadionie klubu Desamparados San Juan |

Grupa C
| Data              | Mecz                                                                                                 |
| ----------------- | --- |
| 12 listopada 1975 | Rosario Central – Belgrano Córdoba 3:0 José B. Romero, Héctor Lamberti, Jorge C. Pellegrini          |
| 12 listopada 1975 | Unión Santa Fe – Gimnasia y Esgrima Jujuy 3:0 Horacio Bianchini, Miguel A. Tojo, Roberto Sacconi (k) |
| 12 listopada 1975 | CA Banfield – Independiente 1:2 Héctor Pitarch - Ricardo Bochini, Ricardo Ruiz Moreno                |
| 12 listopada 1975 | Jorge Newbery Junín – Chacarita Juniors 0:0 mecz rozegrany został na stadionie klubu Sarmiento Junín |

Grupa D
| Data              | Mecz |
| ----------------- | --- |
| 12 listopada 1975 | Racing Club de Avellaneda – CA Temperley 4:2 Carlos Squeo (2, 2k), Jorge Buzzo, Pastor Barreiro - Oscar J. Suárez, Benito Valencia                          |
| 12 listopada 1975 | Atlanta Buenos Aires – Bartolomé Mitre Posadas 6:1 Héctor Contreras, Ricardo Mayoz (2), Mario Raffart, Luis A. Ramos, Francisco Azzolini - Federico Horster |
| 12 listopada 1975 | Talleres Córdoba – Newell’s Old Boys 0:0 |
| 12 listopada 1975 | Juventud Antoniana Salta – CA Colón 2:3 José Miranda, Luis A. Rivero - Jorge Imán (2), Hugo Coscia                                                          |

### Kolejka 14
Grupa A
| Data              | Mecz |
| ----------------- | --- |
| 16 listopada 1975 | Gimnasia y Esgrima Mendoza – Cipolletti 4:2 Ricardo Salvador s, Ibrahim Hallar, Oscar A. Palavecino (2) - Rubén A. Flores, Ramón G. Ledesma |
| 16 listopada 1975 | River Plate – Estudiantes La Plata 1:2 Juan J. López - Hugo Cabezas, Rubén Galletti                                                         |
| 16 listopada 1975 | CA Huracán – CA All Boys 2:1 Miguel Brindisi (2, 2k) - Epifanio Medina                                                                      |
| 16 listopada 1975 | San Martín Tucumán – CA Vélez Sarsfield 1:2 Daniel Marangoni - Oscar A. García, Luis A. Roselli                                             |

Grupa B
| Data              | Mecz |
| ----------------- | --- |
| 16 listopada 1975 | Argentinos Juniors – San Lorenzo de Almagro 3:2 Juan J. Irigoyen, Carlos Fren, Carlos A. Álvarez - Héctor Scotta (2)                    |
| 16 listopada 1975 | Gimnasia y Esgrima La Plata – Boca Juniors 3:2 Eduardo Mulet, Carlos Della Savia (k), Rubén Peracca - Hugo P. Sánchez, Daniel N. García |
| 16 listopada 1975 | Ferro Carril Oeste – Atlético Tucumán 2:3 Carlos Arregui, Carlos A. Vidal - Luis Papandrea s, Julio R. Villa, Juan F. Castro            |
| 16 listopada 1975 | Aldosivi Mar del Plata – Juventud Alianza Santa Lucía 5:0 Alfredo Veira (3), Pedro Gómez Vila, Francisco Mústico                        |

Grupa C
| Data              | Mecz |
| ----------------- | --- |
| 16 listopada 1975 | Belgrano Córdoba – CA Banfield 4:1 Omar P. Roldán (2), Ángel O. Pereyra, Miguel A. Laciar - Marcelino Britapaja                                           |
| 16 listopada 1975 | Gimnasia y Esgrima Jujuy – Rosario Central 2:0 José A. Palacios (2)                                                                                       |
| 16 listopada 1975 | Chacarita Juniors – Unión Santa Fe 4:3 Carlos S. Rodríguez, Ramón T. Adorno, Raúl R. Vicente (2) - Ernesto Mastrángelo, Miguel A. Tojo, Oscar V. Trossero |
| 16 listopada 1975 | Independiente – Jorge Newbery Junín 2:1 Rubén Galván, Ricardo Bochini - Oscar Avilés                                                                      |

Grupa D
| Data              | Mecz |
| ----------------- | --- |
| 16 listopada 1975 | CA Temperley – Talleres Córdoba 3:1 Oscar J. Suárez, José A. Sotelo, Carlos De Marta - Daniel Valencia           |
| 16 listopada 1975 | Newell’s Old Boys – Juventud Antoniana Salta 1:0 Sergio A. Robles (k)                                            |
| 16 listopada 1975 | CA Colón – Atlanta Buenos Aires 4:0 Jorge Imán (2), Hugo Coscia, Héctor M. Mariano                               |
| 16 listopada 1975 | Bartolomé Mitre Posadas – Racing Club de Avellaneda 1:4 Obdulio López (k) - Néstor Scotta (2), Hugo Gottardi (2) |

### Kolejka 15
Grupa A
| Data              | Mecz                                                                                         |
| ----------------- | -------------------------------------------------------------------------------------------- |
| 23 listopada 1975 | CA Huracán – River Plate 0:1 Alejandro Sabella                                               |
| 23 listopada 1975 | CA All Boys – CA Vélez Sarsfield 1:0 Valdivia                                                |
| 23 listopada 1975 | Estudiantes La Plata – Gimnasia y Esgrima Mendoza 0:0                                        |
| 23 listopada 1975 | Cipolletti – San Martín Tucumán 1:2 Jorge O. Dorado - Eusebio J. Roldán, Miguel A. Papalardo |

Grupa B
| Data              | Mecz |
| ----------------- | --- |
| 23 listopada 1975 | Boca Juniors – San Lorenzo de Almagro 3:5 Abel Alves (2), Darío Felman - Héctor Scotta (2), Claudio Prémici (2), Alberto Beltrán                                                                                                 |
| 23 listopada 1975 | Ferro Carril Oeste – Argentinos Juniors 2:4 Carlos Arregui, Jorge Parisi - Juan J. Irigoyen (2), Carlos A. Álvarez (2) |
| 23 listopada 1975 | Juventud Alianza Santa Lucía – Gimnasia y Esgrima La Plata 4:3 Salvador Spadano (2), Julio González, Américo Ríos - Rubén Peracca, Edgardo Di Meola, Hugo Echauri mecz rozegrany został na stadionie klubu Desamparados San Juan |
| 23 listopada 1975 | Atlético Tucumán – Aldosivi Mar del Plata 3:2 Víctor H. Palomba, Juan F. Castro, René Alderete - Alfredo Veira, Norberto Eresuma                                                                                                 |

Grupa C
| Data              | Mecz |
| ----------------- | --- |
| 21 listopada 1975 | Chacarita Juniors – Independiente 1:4 Ramón T. Adorno - Ricardo Bochini (2), Ricardo Pavoni (k), Ricardo Ruiz Moreno |
| 23 listopada 1975 | Unión Santa Fe – Rosario Central 0:1 Héctor Lamberti                                                                 |
| 23 listopada 1975 | Jorge Newbery Junín – Belgrano Córdoba 0:1 Hugo Saggioratto mecz rozegrany został na stadionie klubu Sarmiento Junín |
| 23 listopada 1975 | CA Banfield – Gimnasia y Esgrima Jujuy 1:0 Héctor Pitarch                                                            |

Grupa D
| Data              | Mecz |
| ----------------- | --- |
| 23 listopada 1975 | Racing Club de Avellaneda – Atlanta Buenos Aires 1:3 Hugo Gottardi - Jorge Ribolzi, Carlos A. Carrió (2)                 |
| 23 listopada 1975 | Newell’s Old Boys – CA Colón 6:2 Sergio A. Robles (3), Arsenio Ribecca (2), Mario Zanabria - Jorge Imán, Hugo Villarreal |
| 23 listopada 1975 | Juventud Antoniana Salta – CA Temperley 1:1 Ricardo A. Roldán (k) - Mariano Biondi                                       |
| 23 listopada 1975 | Talleres Córdoba – Bartolomé Mitre Posadas 6:0 Miguel A. Patire (2), Oscar Fachetti (3), Ricardo Cherini                 |

### Kolejka 16
Grupa A
| Data              | Mecz |
| ----------------- | --- |
| 30 listopada 1975 | River Plate – CA All Boys 4:1 Pedro A. González, Leopoldo Luque, Daniel Passarella, José O. Reinaldi - Ramón O. Gómez |
| 30 listopada 1975 | San Martín Tucumán – Estudiantes La Plata 2:2 Franco Frassoldati s, Miguel A. Papalardo - Miguel Benito, Carlos López |
| 30 listopada 1975 | CA Vélez Sarsfield – Cipolletti 1:1 Ramón G. Ledesma s - Norberto Espada (k)                                          |
| 30 listopada 1975 | Gimnasia y Esgrima Mendoza – CA Huracán 2:1 Oscar A. Palavecino (k), Carlos Salguero - René Houseman                  |

Grupa B
| Data              | Mecz |
| ----------------- | --- |
| 30 listopada 1975 | Argentinos Juniors – Boca Juniors 6:3 Rafael D. Moreno, Juan J. Irigoyen (3, 1k), Rubén Giordano, Carlos A. Álvarez - Marcelo Trobbiani (k), Ricardo O. Alonso, Hugo P. Sánchez mecz rozegrany został na stadionie klubu CA Huracán |
| 30 listopada 1975 | San Lorenzo de Almagro – Juventud Alianza Santa Lucía 2:3 Mario Rizzi, Héctor Scotta - Salvador Spadano (2), Arístides Rodríguez |
| 30 listopada 1975 | Gimnasia y Esgrima La Plata – Atlético Tucumán 1:2 Carlos Della Savia (k) - Víctor H. Palomba, Victoriano Dominé |
| 30 listopada 1975 | Aldosivi Mar del Plata – Ferro Carril Oeste 1:0 Norberto Eresuma |

Grupa C
| Data              | Mecz |
| ----------------- | --- |
| 30 listopada 1975 | Independiente – Unión Santa Fe 1:1 Percy Rojas - Eduardo Marasco                                                       |
| 30 listopada 1975 | Belgrano Córdoba – Chacarita Juniors 4:0 Omar P. Roldán (k), Mario R. Carballo, Rodolfo C. Rodríguez, Domingo D’Andrea |
| 30 listopada 1975 | Rosario Central – CA Banfield 1:1 Mario Kempes - Miguel A. Corvo                                                       |
| 30 listopada 1975 | Gimnasia y Esgrima Jujuy – Jorge Newbery Junín 2:1 Juan C. López, Miguel A. Arigoni - José M. Molina                   |

Grupa D
| Data              | Mecz |
| ----------------- | --- |
| 30 listopada 1975 | CA Colón – Racing Club de Avellaneda 4:2 Osvaldo Mazo, Hugo Coscia (k), Daniel Olivares (2) - Carlos Squeo (k), Heriberto González          |
| 30 listopada 1975 | CA Temperley – CA Temperley 3:1 Carlos De Marta, Oscar J. Suárez, Carlos Raschia (k) - Arsenio Ribecca                                      |
| 30 listopada 1975 | Bartolomé Mitre Posadas – Juventud Antoniana Salta 2:3 Juan de Dios Laguna s, Juan C. Lindstrom - Héctor Pignani, Guido López, José Miranda |
| 30 listopada 1975 | Atlanta Buenos Aires – Talleres Córdoba 0:3 Oscar Fachetti (2), Daniel Willington                                                           |

### Tabele
| Poz | Klub                       | Mecze | Zw | Rem | Por | Pkt | BrZd | BrStr |
| --- | -------------------------- | ----- | -- | --- | --- | --- | ---- | ----- |
| 1   | River Plate                | 16    | 12 | 1   | 3   | 25  | 41   | 17    |
| 2   | Estudiantes La Plata       | 16    | 7  | 7   | 2   | 21  | 24   | 18    |
| 3   | CA Huracán                 | 16    | 9  | 1   | 6   | 19  | 31   | 21    |
| 4   | Gimnasia y Esgrima Mendoza | 16    | 7  | 5   | 4   | 19  | 22   | 16    |
| 5   | CA All Boys                | 16    | 5  | 3   | 8   | 13  | 22   | 34    |
| 6   | San Martín Tucumán         | 16    | 4  | 4   | 8   | 12  | 23   | 31    |
| 7   | CA Vélez Sarsfield         | 16    | 3  | 4   | 9   | 10  | 20   | 30    |
| 8   | Cipolletti                 | 16    | 2  | 4   | 10  | 8   | 19   | 32    |

| Poz | Klub                         | Mecze | Zw | Rem | Por | Pkt | BrZd | BrStr |
| --- | ---------------------------- | ----- | -- | --- | --- | --- | ---- | ----- |
| 1   | Atlético Tucumán             | 16    | 10 | 3   | 3   | 23  | 29   | 22    |
| 2   | San Lorenzo de Almagro       | 16    | 10 | 2   | 4   | 22  | 34   | 22    |
| 3   | Argentinos Juniors           | 16    | 9  | 2   | 5   | 20  | 35   | 35    |
| 4   | Boca Juniors                 | 16    | 8  | 0   | 8   | 16  | 39   | 31    |
| 5   | Aldosivi Mar del Plata       | 16    | 6  | 2   | 8   | 14  | 23   | 29    |
| 6   | Juventud Alianza Santa Lucía | 16    | 6  | 0   | 10  | 12  | 24   | 39    |
| 7   | Gimnasia y Esgrima La Plata  | 16    | 4  | 3   | 9   | 11  | 27   | 31    |
| 8   | Ferro Carril Oeste           | 16    | 4  | 3   | 9   | 11  | 21   | 26    |

| Poz | Klub                     | Mecze | Zw | Rem | Por | Pkt | BrZd | BrStr |
| --- | ------------------------ | ----- | -- | --- | --- | --- | ---- | ----- |
| 1   | Rosario Central          | 16    | 10 | 5   | 1   | 25  | 21   | 8     |
| 2   | Gimnasia y Esgrima Jujuy | 16    | 8  | 5   | 3   | 21  | 20   | 12    |
| 3   | Independiente            | 16    | 6  | 7   | 3   | 19  | 30   | 20    |
| 4   | Belgrano Córdoba         | 16    | 7  | 3   | 6   | 17  | 26   | 23    |
| 5   | Unión Santa Fe           | 16    | 5  | 6   | 5   | 16  | 23   | 19    |
| 6   | Chacarita Juniors        | 16    | 3  | 4   | 9   | 10  | 16   | 33    |
| 7   | Jorge Newbery Junín      | 16    | 3  | 3   | 10  | 9   | 14   | 24    |
| 8   | CA Banfield              | 16    | 3  | 3   | 10  | 7*  | 20   | 30    |

- CA Banfield – 2 punkty odjęte

| Poz | Klub                      | Mecze | Zw | Rem | Por | Pkt | BrZd | BrStr |
| --- | ------------------------- | ----- | -- | --- | --- | --- | ---- | ----- |
| 1   | Talleres Córdoba          | 16    | 9  | 4   | 3   | 22  | 38   | 23    |
| 2   | CA Temperley              | 16    | 9  | 4   | 3   | 22  | 31   | 21    |
| 3   | Newell’s Old Boys         | 16    | 9  | 3   | 4   | 21  | 31   | 15    |
| 4   | CA Colón                  | 16    | 9  | 3   | 4   | 21  | 34   | 27    |
| 5   | Racing Club de Avellaneda | 16    | 7  | 3   | 6   | 17  | 36   | 30    |
| 6   | Atlanta Buenos Aires      | 16    | 7  | 1   | 8   | 15  | 29   | 35    |
| 7   | Juventud Antoniana Salta  | 16    | 2  | 7   | 7   | 11  | 17   | 24    |
| 8   | Bartolomé Mitre Posadas   | 16    | 0  | 1   | 15  | 1   | 10   | 52    |

### Finał 1
| Data           | Mecz |
| -------------- | --- |
| 3 grudnia 1975 | Gimnasia y Esgrima Jujuy – CA Temperley 3:1 Nicolás Roselli, Juan C. López (2) - José A. Sotelo mecz rozegrany został na stadionie klubu Altos Hornos Zapla Palpalá |
| 3 grudnia 1975 | Atlético Tucumán – San Lorenzo de Almagro 0:4 Héctor Scotta (3), Oscar Ortiz mecz rozegrany został na stadionie klubu San Martín Tucumán                            |
| 3 grudnia 1975 | River Plate – Talleres Córdoba 1:0 Daniel Passarella mecz rozegrany został na stadionie klubu CA Vélez Sarsfield                                                    |
| 3 grudnia 1975 | Estudiantes La Plata – Rosario Central 1:0 Juan R. Verón mecz rozegrany został na stadionie klubu Gimnasia y Esgrima La Plata                                       |

### Finał 2
| Data           | Mecz |
| -------------- | --- |
| 7 grudnia 1975 | San Lorenzo de Almagro – River Plate 2:2 Héctor Scotta (2) - Oscar Más, Pedro A. González mecz rozegrany został na stadionie klubu Racing Club de Avellaneda |
| 7 grudnia 1975 | Gimnasia y Esgrima Jujuy – Estudiantes La Plata 0:1 Miguel Benito mecz rozegrany został na stadionie klubu Altos Hornos Zapla Palpalá                        |
| 7 grudnia 1975 | Talleres Córdoba – Rosario Central 0:0 mecz rozegrany został na stadionie klubu Belgrano                                                                     |
| 7 grudnia 1975 | CA Temperley – Atlético Tucumán 1:1 Alberto Mendoza - Raúl F. Agüero mecz rozegrany został na stadionie klubu CA Banfield                                    |

### Finał 3
| Data            | Mecz |
| --------------- | --- |
| 10 grudnia 1975 | Rosario Central – San Lorenzo de Almagro 3:3 Otmar Pellegrini (2), Héctor Lamberti - Héctor Scotta (2), Carlos Veglio mecz rozegrany został na stadionie klubu Newell’s Old Boys |
| 10 grudnia 1975 | Atlético Tucumán – Gimnasia y Esgrima Jujuy 3:1 Juan F. Castro (2), Jorge Ghiso - Celso Fernández mecz rozegrany został na stadionie klubu San Martín Tucumán                    |
| 10 grudnia 1975 | River Plate – CA Temperley 3:2 Oscar Más, Pedro A. González, Daniel Passarella - Benito Valencia (2) mecz rozegrany został na stadionie klubu CA Huracán                         |
| 10 grudnia 1975 | Estudiantes La Plata – Talleres Córdoba 2:0 Franco Frassoldati, Rubén Galletti mecz rozegrany został na stadionie klubu Racing Club de Avellaneda                                |

### Finał 4
| Data            | Mecz |
| --------------- | --- |
| 14 grudnia 1975 | Atlético Tucumán – Estudiantes La Plata 0:0 mecz rozegrany został na stadionie klubu San Martín Tucumán                                                                           |
| 14 grudnia 1975 | San Lorenzo de Almagro – Talleres Córdoba 2:2 Héctor Scotta, Mario Mendoza - Oscar Fachetti, Luis A. Ludueña mecz rozegrany został na stadionie klubu CA Huracán                  |
| 14 grudnia 1975 | Gimnasia y Esgrima La Plata – River Plate 2:2 José A. Palacios, Celso Fernández - Héctor Ártico, Daniel Passarella mecz rozegrany został na stadionie klubu Gimnasia y Tiro Salta |
| 14 grudnia 1975 | CA Temperley – Rosario Central 0:2 Mario Kempes (k), Otmar Pellegrini mecz rozegrany został na stadionie klubu Racing Club de Avellaneda                                          |

### Finał 5
| Data            | Mecz |
| --------------- | --- |
| 17 grudnia 1975 | River Plate – Atlético Tucumán 2:1 Daniel Passarella (k), Oscar Más - Jorge Ghiso (k) mecz rozegrany został na stadionie klubu CA Huracán                                      |
| 17 grudnia 1975 | Estudiantes La Plata – San Lorenzo de Almagro 2:1 Carlos López (k), Rubén Galletti - Alberto Beltrán mecz rozegrany został na stadionie klubu Racing Club de Avellaneda        |
| 17 grudnia 1975 | Talleres Córdoba – CA Temperley 1:3 Luis A. Ludueña (k) - Mariano Biondi, Juan C. Merlo (2) mecz rozegrany został na stadionie klubu Belgrano Córdoba                          |
| 17 grudnia 1975 | Rosario Central – Gimnasia y Esgrima Jujuy 2:3 Héctor Lamberti, Mario Kempes - José A. Palacios (2), Orlando Molina mecz rozegrany został na stadionie klubu Newell’s Old Boys |

### Finał 6
| Data            | Mecz |
| --------------- | --- |
| 21 grudnia 1975 | River Plate – Estudiantes La Plata 1:0 José O. Reinaldi mecz rozegrany został na stadionie klubu CA Vélez Sarsfield                                                                         |
| 21 grudnia 1975 | CA Temperley – San Lorenzo de Almagro 2:3 Oscar J. Suárez, Benito Valencia - Claudio Prémici, Oscar Ortiz, Héctor Scotta mecz rozegrany został na stadionie klubu Racing Club de Avellaneda |
| 21 grudnia 1975 | Atlético Tucumán – Rosario Central 0:0 mecz rozegrany został na stadionie klubu San Martín Tucumán                                                                                          |
| 21 grudnia 1975 | Gimnasia y Esgrima Jujuy – Talleres Córdoba 1:1 Juan C. López - Ángel Bocanelli mecz rozegrany został na stadionie klubu Gimnasia y Tiro Salta                                              |

### Finał 7
| Data            | Mecz |
| --------------- | --- |
| 28 grudnia 1975 | Rosario Central – River Plate 1:2 (1:1) mecz rozegrany został na stadionie klubu Newell's Old Boys Widzowie: 36 887 Sędzia: Claudio Aquiles Busca. Bramki: 0:1 Leopolodo Jacinto Luque 17, 1:1 Hugo Ernesto Zavagno 32k, 1:2 José Omar Reinaldi 89 Club Atlético Rosario Central: Ricardo José Ferrero – Oscar Feliciano Craiyacich (43 José Daniel Van Tuyne), Juan Ramón Antonios Burgos, Jorge González, Carlos Daniel Aimar, José Humberto Romero, Héctor Mario Lamberti, Hugo Ernesto Zavagno (k), Mario Alberto Kempes, Víctor Jorge Mancinelli, Otmar Rubén Pellegrini. Trener: José Ricardo de León. Club Atlético River Plate: Ubaldo Matildo Fillol – Roberto Alfredo Perfumo (k), Héctor Osvaldo López, Pablo Agustín Comelles, Reinaldo Carlos Merlo, Daniel Alberto Passarella, Pedro Alexis González, Juan José López, Leopolodo Jacinto Luque, Norberto Osvaldo Alonso, Oscar Más (25 José Omar Reinaldi). Tener: Ángel Amadeo Labruna. |
| 28 grudnia 1975 | San Lorenzo de Almagro – Gimnasia y Esgrima Jujuy 3:0 Héctor Scotta (2), Mario Rizzi mecz rozegrany został na stadionie klubu CA Huracán |
| 28 grudnia 1975 | Talleres Córdoba – Atlético Tucumán 5:2 Humberto R. Bravo (3), Antonio R. Alderete, Luis A. Ludueña - Miguel S. Piazza, Juan F. Castro mecz rozegrany został na stadionie klubu Belgrano Córdoba |
| 28 grudnia 1975 | Estudiantes La Plata – CA Temperley 2:0 Miguel Benito (2) mecz rozegrany został na stadionie klubu Racing Club de Avellaneda |

### Tabela finałowa Campeonato Nacional 1975
| Poz | Klub                     | Mecze | Zw | Rem | Por | Pkt | BrZd | BrStr |
| --- | ------------------------ | ----- | -- | --- | --- | --- | ---- | ----- |
| 1   | River Plate              | 7     | 5  | 2   | 0   | 12  | 13   | 8     |
| 2   | Estudiantes La Plata     | 7     | 5  | 1   | 1   | 11  | 8    | 2     |
| 3   | San Lorenzo de Almagro   | 7     | 3  | 3   | 1   | 9   | 18   | 11    |
| 4   | Gimnasia y Esgrima Jujuy | 7     | 2  | 2   | 3   | 6   | 10   | 13    |
| 5   | Rosario Central          | 7     | 1  | 3   | 3   | 5   | 8    | 9     |
| 6   | Talleres Córdoba         | 7     | 1  | 3   | 3   | 5   | 9    | 11    |
| 7   | Atlético Tucumán         | 7     | 1  | 3   | 3   | 5   | 7    | 13    |
| 8   | CA Temperley             | 7     | 1  | 1   | 5   | 3   | 9    | 15    |

Mistrzem Argentyny turnieju Nacional w roku 1975 został klub River Plate. Ponieważ ten sam klub zdobył zarówno mistrzostwo Metropolitano, jak i mistrzostwo Nacional, konieczne było wyłonienie drugiego klubu, który będzie reprezentował Argentynę w Copa Libertadores 1976. W tym celu doszło do pojedynku wicemistrza Metropolitano CA Huracán z wicemistrzem Nacional Estudiantes La Plata.
| Data             | Mecz                                                                                  |
| ---------------- | ------------------------------------------------------------------------------------- |
| 25 stycznia 1976 | CA Huracán – Estudiantes La Plata 2:3 mecz rozegrany został na stadionie klubu Racing |

Do turnieju Copa Libertadores 1976 zakwalifikował się wicemistrz Argentyny Nacional Estudiantes La Plata.

### Klasyfikacja strzelców bramek Nacional 1975
| Gole | Piłkarz        | Klub                   |
| ---- | -------------- | ---------------------- |
| 28   | Héctor Scotta  | San Lorenzo de Almagro |
| 14   | Juan Irigoyen  | Argentinos Juniors     |
| 13   | Mario Kempes   | Rosario Central        |
| 13   | Sergio Robles  | Newell’s Old Boys      |
| 12   | Oscar Fachetti | Talleres Córdoba       |